# Nagoya
Nagoya (名古屋市, Nagoya-shi) est la troisième ville du Japon par sa superficie et la quatrième par la population, derrière Tokyo, Yokohama et Osaka. Située sur la côte de la mer des Philippines, au 
fond de la baie d'Ise, elle est la capitale de la préfecture d'Aichi, au centre de Honshū.
L'agglomération de Nagoya, qui compte environ neuf millions d'habitants, est la troisième du pays.

## Géographie

### Situation
La ville de Nagoya est située dans la région du Chūbu, dans le nord-ouest de la préfecture d'Aichi, à environ 260 km, à vol d'oiseau, à l'ouest-sud-ouest de Tokyo, la capitale du Japon. Au bord de la baie d'Ise, la capitale préfectorale s'étend sur un plateau de la plaine de Nōbi. Elle occupe une superficie de 326,45 km2, 24,52 km d'est en ouest et 25,13 km du nord au sud.

### Hydrographie
La ville de Nagoya comprend 57 cours d'eau qui forment un réseau hydrique long de 215 km et constitué en grande partie par le fleuve Shōnai, dont l'embouchure est située en baie d'Ise, et par ses affluents,.

### Voies de communication et transports

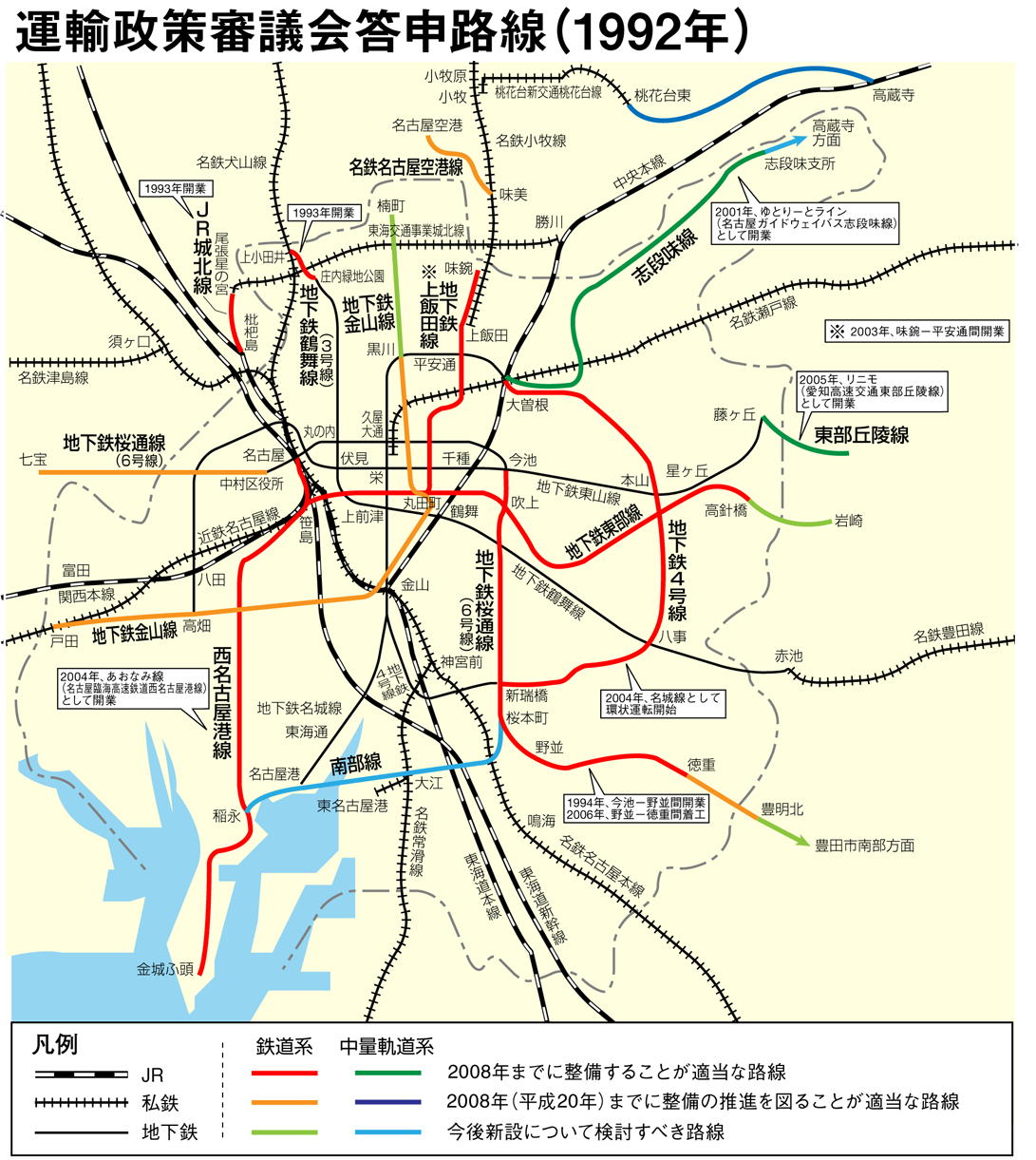
Réseau de transport de Nagoya en 1992.

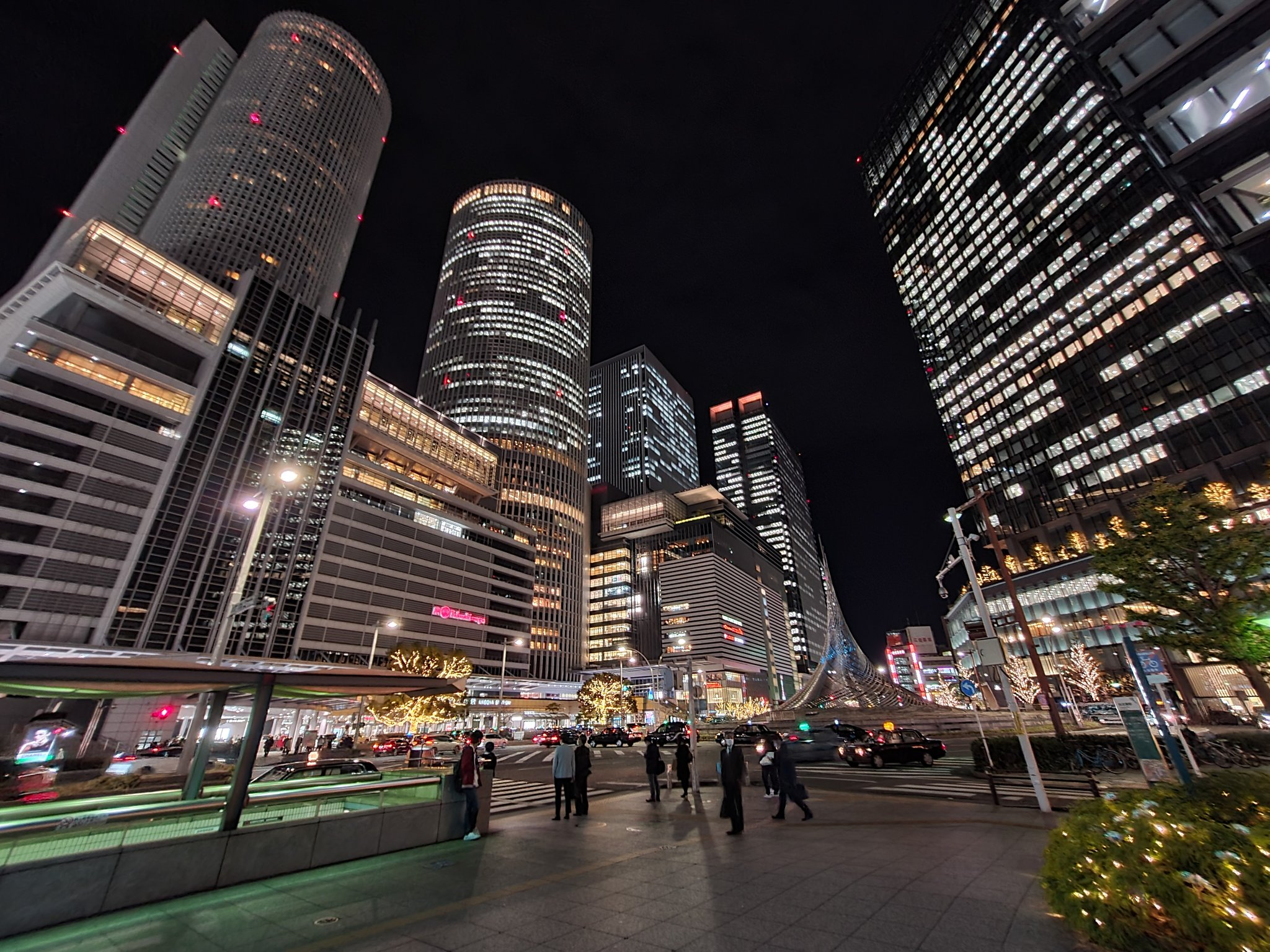
La gare de Nagoya surplombée par les deux tours du JR Central Towers Office.

Nagoya était desservie par l'aéroport de Nagoya (aéroport international de Komaki) jusqu'en février 2005. Cet aéroport a été remplacé par l'aéroport international du Chūbu, avec le même code OACI NGO ; la construction de ce nouvel aéroport, sur une île artificielle, coïncide avec l'organisation de l'Expo 2005, une exposition internationale qui a été inaugurée à Nagakute.
La gare de Nagoya est en superficie au sol la plus grande gare du monde. Au-dessus s'élèvent deux grandes tours abritant notamment le siège de la JR Central. La ligne Shinkansen Tōkaidō s'y arrête, ainsi que plusieurs lignes classiques. Elle est située à l'ouest du centre, dans l'axe de l'avenue Sakura.
Nagoya est desservie par six lignes de métro, dont une ligne circulaire. Le réseau routier et autoroutier est dense, et continue à se développer, à et autour de Nagoya.
Le port de Nagoya est un port industriel important, le premier du Japon, en raison notamment des exportations de Toyota. Avec un volume de 202 556 tonnes de fret en 2012, il est aussi le quinzième port du monde.

### Climat
| Mois                                             | jan.       | fév.      | mars      | avril     | mai       | juin      | jui.      | août      | sep.     | oct.      | nov.      | déc.      | année      |
| ------------------------------------------------ | ---------- | --------- | --------- | --------- | --------- | --------- | --------- | --------- | -------- | --------- | --------- | --------- | ---------- |
| Température minimale moyenne (°C)                | 1,1        | 1,4       | 4,6       | 9,7       | 14,9      | 19,4      | 23,5      | 24,7      | 21       | 14,8      | 8,6       | 3,4       | 12,3       |
| Température moyenne (°C)                         | 4,8        | 5,5       | 9,2       | 14,6      | 19,4      | 23        | 26,9      | 28,2      | 24,5     | 18,6      | 12,6      | 7,2       | 16,2       |
| Température maximale moyenne (°C)                | 9,3        | 10,5      | 14,5      | 20,1      | 24,6      | 27,6      | 31,4      | 33,2      | 29,1     | 23,3      | 17,3      | 11,7      | 21,1       |
| Record de froid (°C) date du record              | −10,3 1927 | −9,5 1895 | −6,8 1934 | −2,1 1941 | 2,8 1945  | 8,2 1921  | 14 1908   | 14,4 1956 | 9,5 1916 | 1,5 1926  | −2,7 1891 | −7,2 1917 | −10,3 1927 |
| Record de chaleur (°C) date du record            | 21 1969    | 23,5 2016 | 25,8 1945 | 30,5 1922 | 34,8 1958 | 35,8 2011 | 39,6 2018 | 40,3 2018 | 38 2010  | 32,7 1961 | 27,2 1923 | 22,6 2015 | 40,3 2018  |
| Ensoleillement (h)                               | 174,5      | 175,5     | 199,7     | 200,2     | 205,5     | 151,8     | 166       | 201,3     | 159,6    | 168,9     | 167,1     | 170,3     | 2 141      |
| Précipitations (mm)                              | 50,8       | 64,7      | 116,2     | 127,5     | 150,3     | 186,5     | 211,4     | 139,5     | 231,6    | 164,7     | 79,1      | 56,6      | 1 578,9    |
| dont neige (cm)                                  | 4          | 5         | 0         | 0         | 0         | 0         | 0         | 0         | 0        | 0         | 0         | 3         | 12         |
| Nombre de jours avec précipitations              | 5,2        | 6,2       | 8,8       | 9,4       | 9,7       | 11,6      | 12        | 8,5       | 10,5     | 9         | 6,1       | 6,2       | 103,2      |
| dont nombre de jours avec précipitations ≥ 10 mm | 2          | 2,3       | 4,3       | 4,5       | 5,1       | 5,9       | 6         | 3,7       | 5,6      | 4,4       | 2,7       | 1,9       | 48,5       |
| Humidité relative (%)                            | 64         | 60        | 58        | 59        | 64        | 71        | 73        | 69        | 70       | 68        | 66        | 66        | 66         |
| Nombre de jours avec neige                       | 1,1        | 1,1       | 0,1       | 0         | 0         | 0         | 0         | 0         | 0        | 0         | 0         | 0,6       | 2,9        |

| Diagramme climatique                                  |             |              |              |               |               |               |               |             |               |             |             |
| J                                                     | F           | M            | A            | M             | J             | J             | A             | S           | O             | N           | D           |
| 9,31,150,8                                            | 10,51,464,7 | 14,54,6116,2 | 20,19,7127,5 | 24,614,9150,3 | 27,619,4186,5 | 31,423,5211,4 | 33,224,7139,5 | 29,121231,6 | 23,314,8164,7 | 17,38,679,1 | 11,73,456,6 |
| Moyennes : • Temp. maxi et mini °C • Précipitation mm |             |              |              |               |               |               |               |             |               |             |             |

## Urbanisme

### Morphologie urbaine

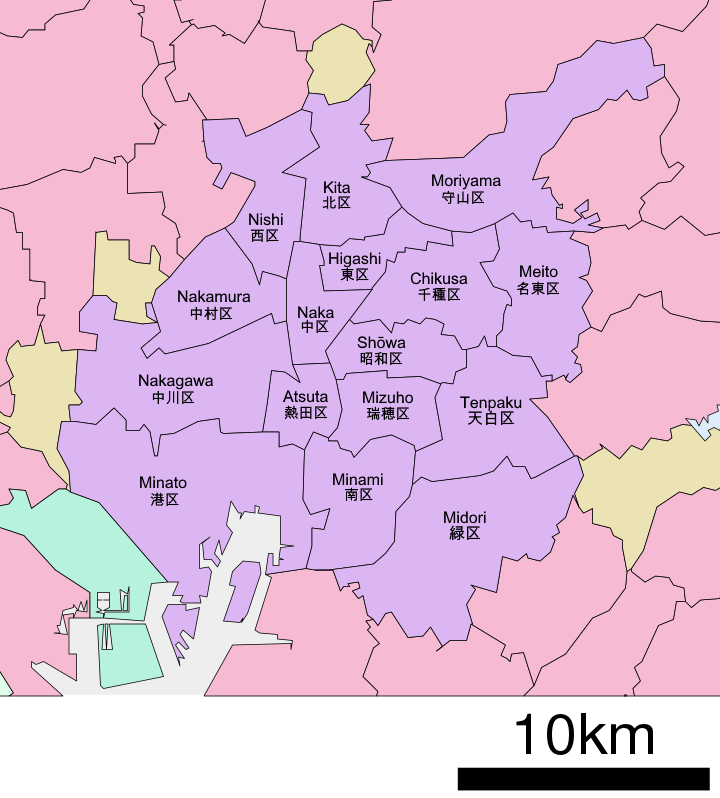
Carte des arrondissements de Nagoya.

Depuis 1975, la ville de Nagoya est découpée en seize arrondissements (ku).
- Atsuta-ku s'étend sur 8,16 km2 et comptait 63 670 habitants en 2006. On y trouve notamment le temple shintoïste Atsuta, le kofun de Danpusan ainsi que deux universités.
- Chikusa-ku est un des arrondissements les plus bourgeois. Il se situe au milieu de la ville, il est traversé par les lignes de métro Higashiyama et Meijō. On compte parmi les coins intéressants Kakuouzan, Motoyama, Higashiyama koen, et Hoshigaoka.
- Higashi-ku, comme son nom l'indique, se trouve dans l'est de la ville. Ce quartier s'étend sur 7,22 km2 et comptait 69 193 habitants en 2006. Il abrite notamment le Dôme de Nagoya, ainsi que le siège de Radio-i, une radio bilingue anglais-japonais émettant dans la province d'Aichi.
- Kita-ku est situé au nord de Nagoya. Il s'étend sur 17,56 km2 et comptait 166 173 habitants en 2006. Il a été constitué en 1944. On y trouve deux lycées, sept collèges, et dix-neuf écoles primaires. L'arrondissement est traversé par la ligne de métro Meijō, et la ligne de trains de banlieue d'Inuyama qui relie les lignes de métro Meijō  (station Heian dori) et de Tsurumai (station Kamiodai). L'arrondissement est également traversé par les routes nationales 19, 41 et 302. La mairie d'arrondissement se trouve près de la station Kurokawa.
- Meitō-ku.
- Midori-ku.
- Minami-ku.
- Minato-ku est le port de Nagoya. Il s'étend sur 45,67 km2 et comptait 151 910 habitants en 2006. Il s'agit d'un port industriel important en raison notamment des exportations de Toyota, première entreprise du Japon, établie à Aichi. Près du port se trouve l'aquarium de Nagoya, et, à proximité, le village italien de Nagoya. On y trouve deux lycées, huit collèges et vingt écoles primaires.
- Mizuho-ku s'étend sur 11,23 km2 et comptait 105 327 habitants en 2006. Il abrite le stade Mizuho. On y trouve trois universités, sept lycées, sept collèges et onze écoles primaires. Il est traversé par plusieurs lignes de métro dont la ligne Meijō, ainsi que par la route nationale 1[9].
- Moriyama-ku.
- Naka-ku est l'arrondissement central de Nagoya. On y trouve une université, deux lycées, quatre collèges et onze écoles primaires. Il est traversé par les lignes de métro de Higashiyama, Meijō, Meikō, Sakura-dōri et Tsurumai, c’est-à-dire toutes les lignes de métro de Nagoya, sauf à considérer le tronçon Heiandori-Kamiiida ou le tronçon qui va vers le port de Nagoya comme une ligne à part entière.
Les gares de Kanayama et de Sakae, d'où partent respectivement de nombreux trains et bus de banlieue, se trouvent également dans cet arrondissement.
Les routes nationales 19, 22, 41 et 153 traversent cet arrondissement. L'arrondissement est traversé par deux rivières, l'Hori-kawa et le Shinhori-kawa. L'arrondissement occupe 9,36 km2, pour une population de 72 911 habitants (au 1er janvier 2008) soit une densité de population de 7 790 habitants/km2[10].
- Nakagawa-ku.
- Nakamura-ku s'étend sur 16,32 km2 et comptait 134 336 habitants en 2006. C'est dans cet arrondissement que se situe la gare de Nagoya. C'est aussi l'endroit où sont nés Katō Kiyomasa et Toyotomi Hideyoshi.
- Nishi-ku.
- Shōwa-ku.
- Tempaku-ku.

La ville de Nagoya est organisée selon un plan quadrillé orthogonal. Son centre commerçant s'articule principalement autour des avenues Ōtsu et Hisaya  orientées nord-sud et des avenues Hirokoji et Nishiki orientées est-ouest.
Nagoya et son agglomération comptent une trentaine de gratte-ciel dont le plus haut, le Toyota-Mainichi Building fait 247 mètres de hauteur.

## Histoire
Au XXe siècle, des vestiges archéologiques découverts dans le sous-sol de la ville de Nagoya attestent une présence humaine durant les périodes Jōmon (20 000–2 400 ans av. J.-C.) et Yayoi (2 400–1 700 ans av. J.-C.) et permettent de décrire la vie des hommes de la préhistoire.
Le nom « Nagoya » apparaît pour la première fois dans un document historique datant de la fin de l'époque Kamakura (1185 – 1333) et retraçant le développement, sur un plateau de la plaine de Nōbi, d'une concession impériale appelée Nagoya no shō,,. Au XVIe siècle, dans la province d'Owari, Imagawa Ujichika, du clan Imagawa, fait construire le château de Nagoya, à partir duquel se constitue une jōkamachi, cité médiévale organisée autour d'un château,. En 1610, le premier shogun de l'époque d'Edo (1603 - 1868), Ieyasu Tokugawa, fait rénover la place forte de la plaine de Nōbi, qui devient, sous l'autorité des Owari, le centre militaire et administratif de la province d'Owari. En 1614, celui-ci comprend le château de Nagoya et des relais le long du Tōkaidō, un axe routier reliant Edo, Kyoto, Osaka et Kobe,. En 1654, la cité de Nagoya, peuplée par 84 932 habitants, essentiellement des samouraïs et des marchands, se hisse au cinquième rang des villes fortifiées du pays, derrière Edo, Osaka, Kyoto et Kanazawa. En 1660, un incendie détruit 120 maisons de samouraïs et 2 247 autres habitations. Par la suite, le fief féodal, de classe shimpan et de 620 000 koku, prospère comme un centre culturel et commercial jusqu'à son abolition en 1871, après la restauration de Meiji. Nagoya acquiert son statut officiel de ville le 1er octobre 1889,. La même année, l'éclairage public est installé. La ville japonaise adopte un découpage en quatre arrondissements en 1908 (Nord, Sud, Est et Ouest),, un an après l'ouverture de son port au commerce international. En 1912, un système d'égout est mis en place dans la ville, suivi, l'année 1914, par l'eau du robinet.
Durant la Seconde Guerre mondiale, Nagoya est un centre de l'industrie de l'armement japonaise, produisant des munitions et, au plus fort de son activité, jusqu'à 60 % des aéronefs du pays. En conséquence, elle est la cible, à partir de 1942, de plus de soixante raids aériens menés par les forces armées américaines. À l'issue du conflit mondial, un quart de la ville est détruit et le bilan en pertes humaines se monte à 8 000 morts,. L'année 1954, les premiers postes de télévision font leur entrée dans les foyers de Nagoya. En 1956, le gouvernement japonais confirme le statut de ville de Nagoya,. Trois ans plus tard, après le passage, en baie d'Ise, du Typhon Vera (118 000 habitations endommagées, 530 000 victimes dont 1 851 morts), la capitale de la préfecture d'Aichi est reconstruite, notamment son château, sur des bases modernes,. Elle s'organise, à partir de 1975, en 16 arrondissements, après avoir été divisée en 10 secteurs administratifs en 1937, 12 en 1945 puis 14 en 1969,,.
En 2005, grâce à la présence de 121 nations et plusieurs dizaines d'ONG à l'« EXPO Aichi », première exposition universelle du XXIe siècle, la ville de Nagoya affirme sa stature internationale,.
En octobre 2010, Nagoya, parfois présentée comme écocapitale japonaise, accueille la COP10 de la conférence sur la biodiversité (2010), et parallèlement le Sommet sur les villes, les autorités locales et la biodiversité, qui, en lien avec le programme URBIO (Urban Biodiversity and Design), devra mettre en œuvre la « Déclaration de Aichi / Nagoya sur les villes, les autorités locales et la biodiversité » qui exprime les vues des gouvernements locaux du monde entier en termes de responsabilités et rôles dans la gestion de la biodiversité, ainsi que des observations sur la nécessité d'un soutien des gouvernements nationaux et autres. Elle fait référence à une proposition de « Plan d'action sur les villes, les autorités locales et la biodiversité », qui contient des directives aux Parties à la Convention (gouvernements nationaux) sur la façon de soutenir leurs gouvernements locaux dans la mise en œuvre de la Convention. À l'occasion de cette COP10 est adopté le « protocole de Nagoya sur l'accès aux ressources génétiques et le partage juste et équitable des avantages découlant de leur utilisation à la Convention sur la diversité biologique », plus communément appelé « protocole de Nagoya sur l'accès et le partage des avantages », ou simplement protocole de Nagoya.

## Économie

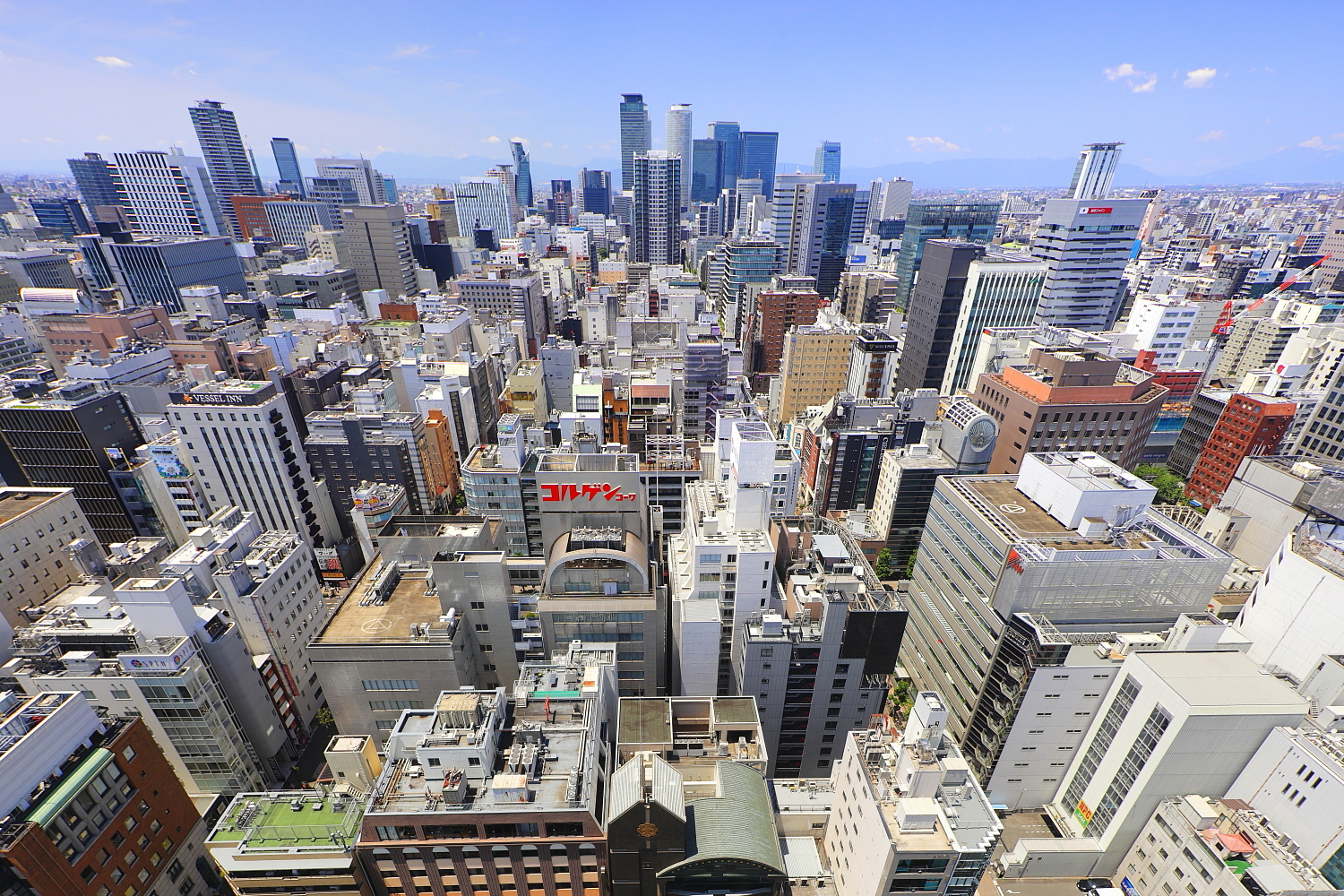
Nagoya Quartier d'affaires

### Industries
Son industrie principale est celle des véhicules automobiles ; le siège social et plusieurs usines du groupe Toyota, première entreprise du Japon et premier constructeur automobile mondial en 2013, sont implantés à proximité de la ville. L'électronique, l'aéronautique et les industries lourdes (raffinage, sidérurgie) sont également très présentes dans la région. Dans les années 1930/1940, l'usine de moteurs Mitsubishi installée dans la ville était l'une des plus vastes du monde, avec une surface de près de 350 000 m2.
Le groupe Hoshino Gakki, fabricant d'instruments de musique, dont les guitares Ibanez et Cimar, a également son siège social à Nagoya.

## Population et société

### Démographie
En 1889, après l'officialisation par le gouvernement de Meiji du découpage du territoire national en préfectures (la préfecture d'Aichi est créée officiellement en 1872), la ville de Nagoya, nouvellement fondée, rassemble 157 496 habitants sur 13,34 km2,. Sa population dépasse le million en octobre 1934 (1 017 700). Réduite à environ 597 941 habitants, à l'issue de la Seconde Guerre mondiale (novembre 1945), elle atteint les deux millions (2 000 046) en février 1969. Lors du recensement de 2015, Nagoya rassemblait une population estimée à 2 295 638 habitants (1 056 929 de foyers), répartis sur une superficie de 326,45 km2 (densité de population : 7 032 hab./km2).

### Éducation

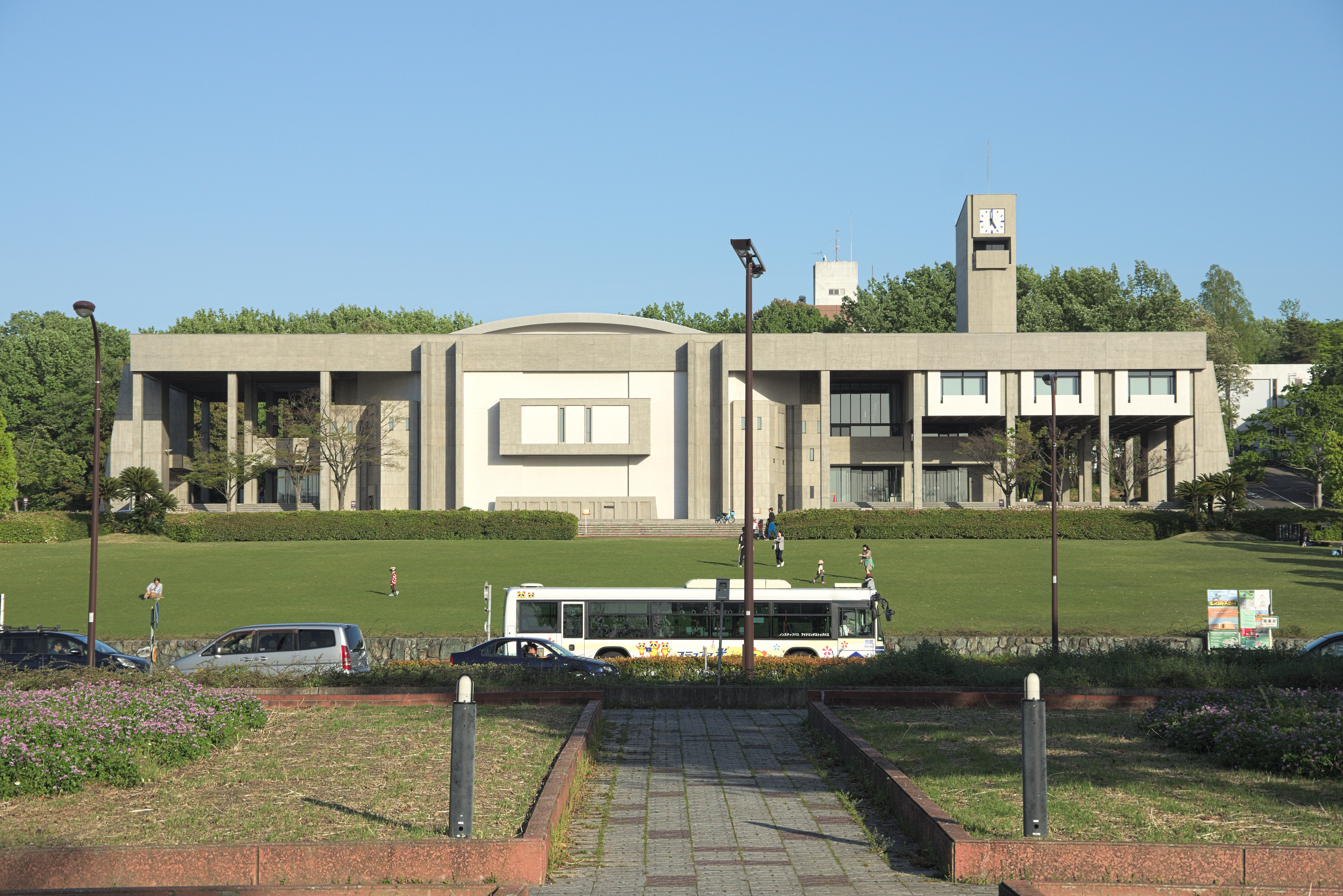
université de Nagoya

Nagoya compte de nombreuses universités dont :
- l'université de Nagoya ;
- l'université de technologie de Nagoya ;
- l'université Nanzan ;
- l'université Chūkyō ;
- l'université Meijo ;
- kinjo Gakuin Daigaku.

### Sports
On trouve à Nagoya un certain nombre d'infrastructures destinées au sport. La plus importante se trouve dans Higashi-ku : le Nagoya Dome, stade de 45 000 places où jouent les Chunichi Dragons, l'équipe locale de baseball, championne de sa ligue à plusieurs reprises. Le stade Mizuho Athletics, plus modeste, est notamment le point de départ et d'arrivée du semi marathon annuel de la ville, et la résidence de Nagoya Grampus, l'équipe locale de Championnat du Japon de football. De plus, la première coupe du monde de football entre robots s'y est tenue en août 1997.

## Culture locale et patrimoine

### Patrimoine culturel
Nagoya possède un château qui, détruit pendant la Seconde Guerre mondiale, a été reconstruit à l'identique en 1959. L'intérieur a été aménagé en musée. Le château ainsi que le parc Meijō sont situés au nord du centre, près de l'hôtel de ville. La région est également connue pour ses porcelaines, produites non loin de Nagoya, où Noritake a un musée.
On y trouve d'autres musées, dont le musée de la ville de Nagoya, et le musée de la préfecture d'Aichi.
Les centres commerciaux Mitsukoshi, à Sakae et Matsuzakaya, à la gare de Nagoya, abritent régulièrement diverses expositions culturelles.
- Le château de Nagoya, bien qu'étant une reconstruction datant d'après la guerre, est le plus haut lieu touristique de la ville.
- L'Aquarium du port de Nagoya attire également de nombreux touristes.
- Le Zoo et jardin botanique de Higashiyama.
- Le sanctuaire d'Atsuta, couvrant 200 000 m2, accueille près de neuf millions de visiteurs par an.
- Le sanctuaire de Gokiso Hachiman-gū.
- Le temple d'Arako Kannon.
- Le Tōgan-ji.
- Le théâtre Chūnichi, actuellement fermé.
- Le SCMaglev and Railway Park, musée ferroviaire.

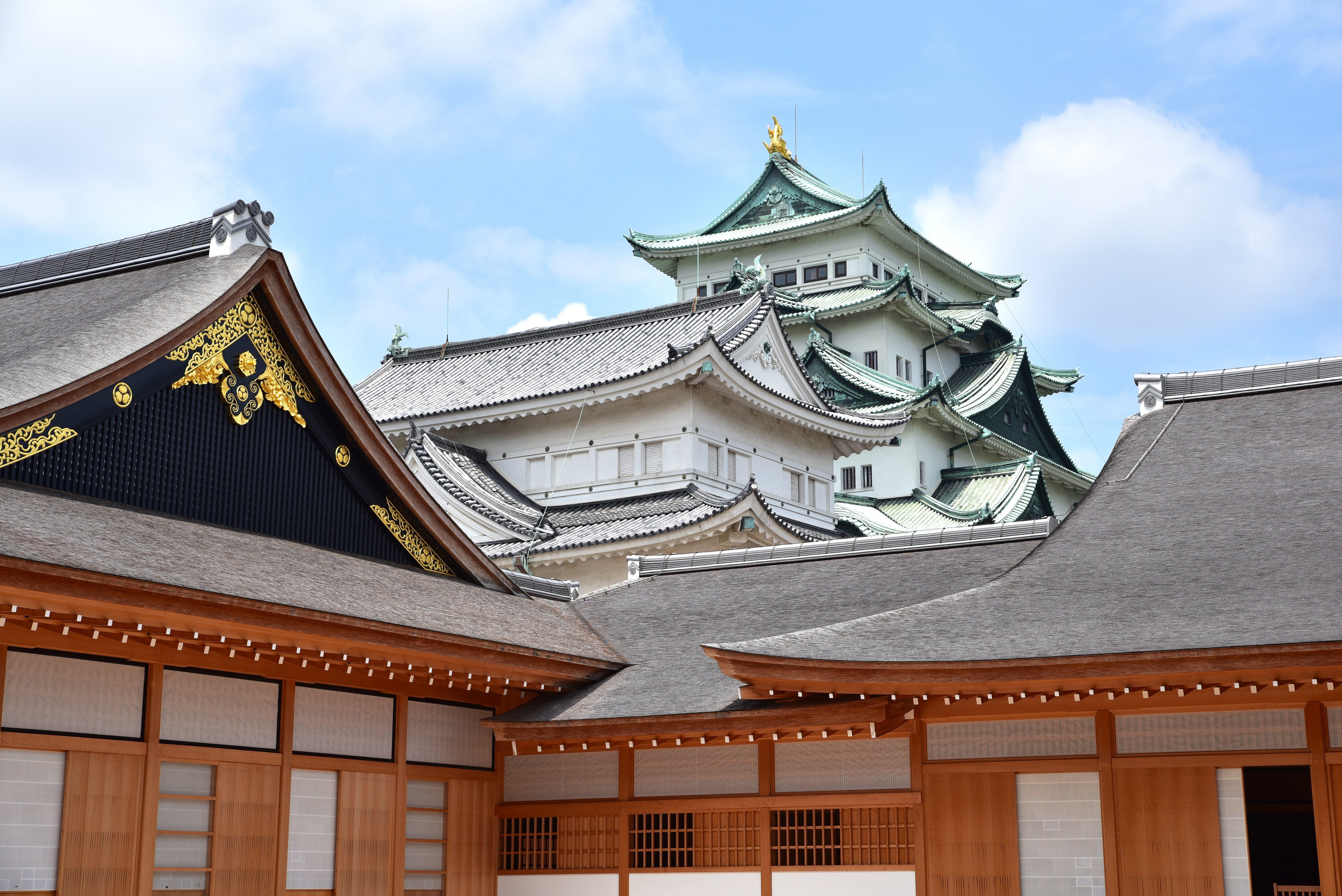
Donjon du château de Nagoya
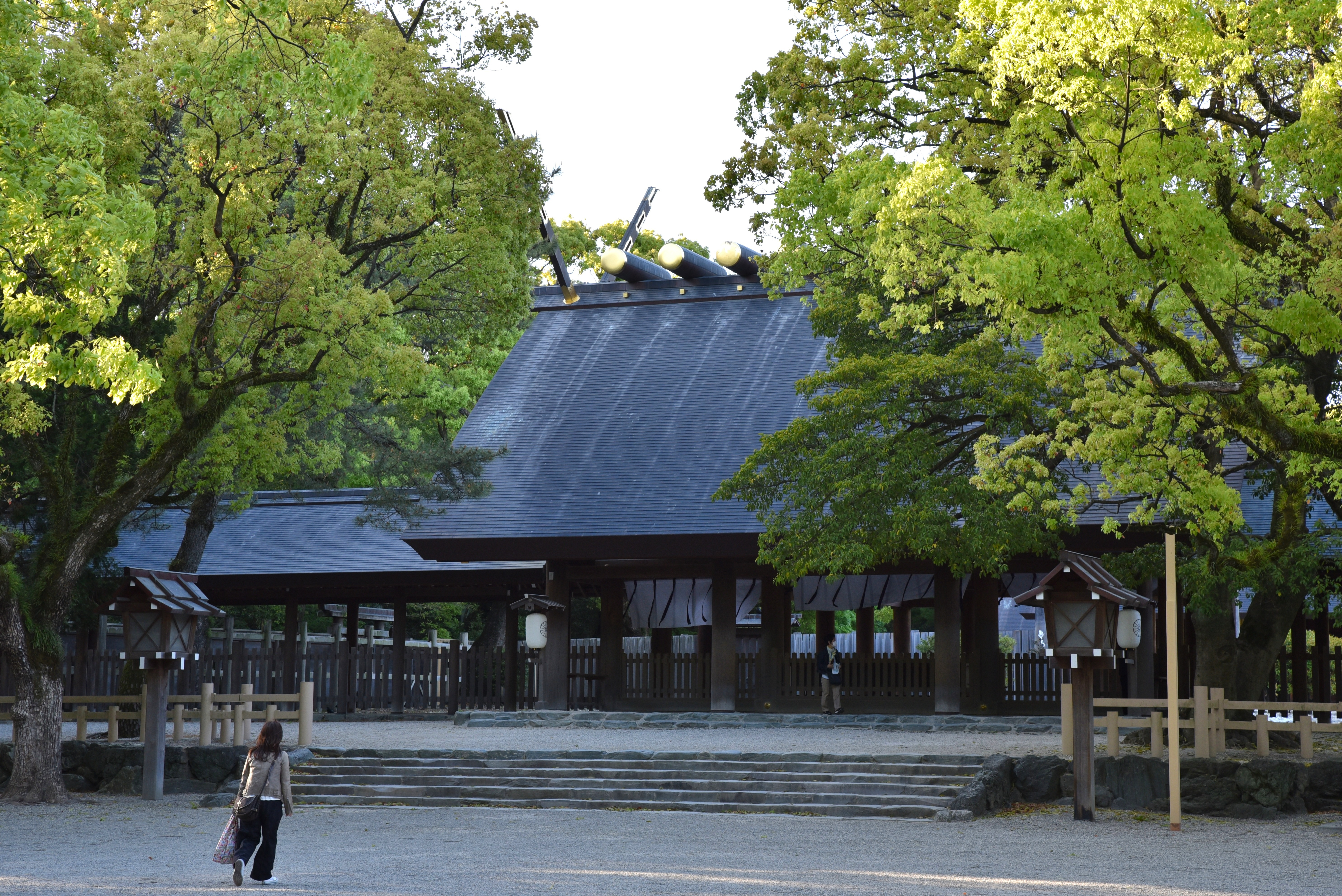
Atsuta-jingū
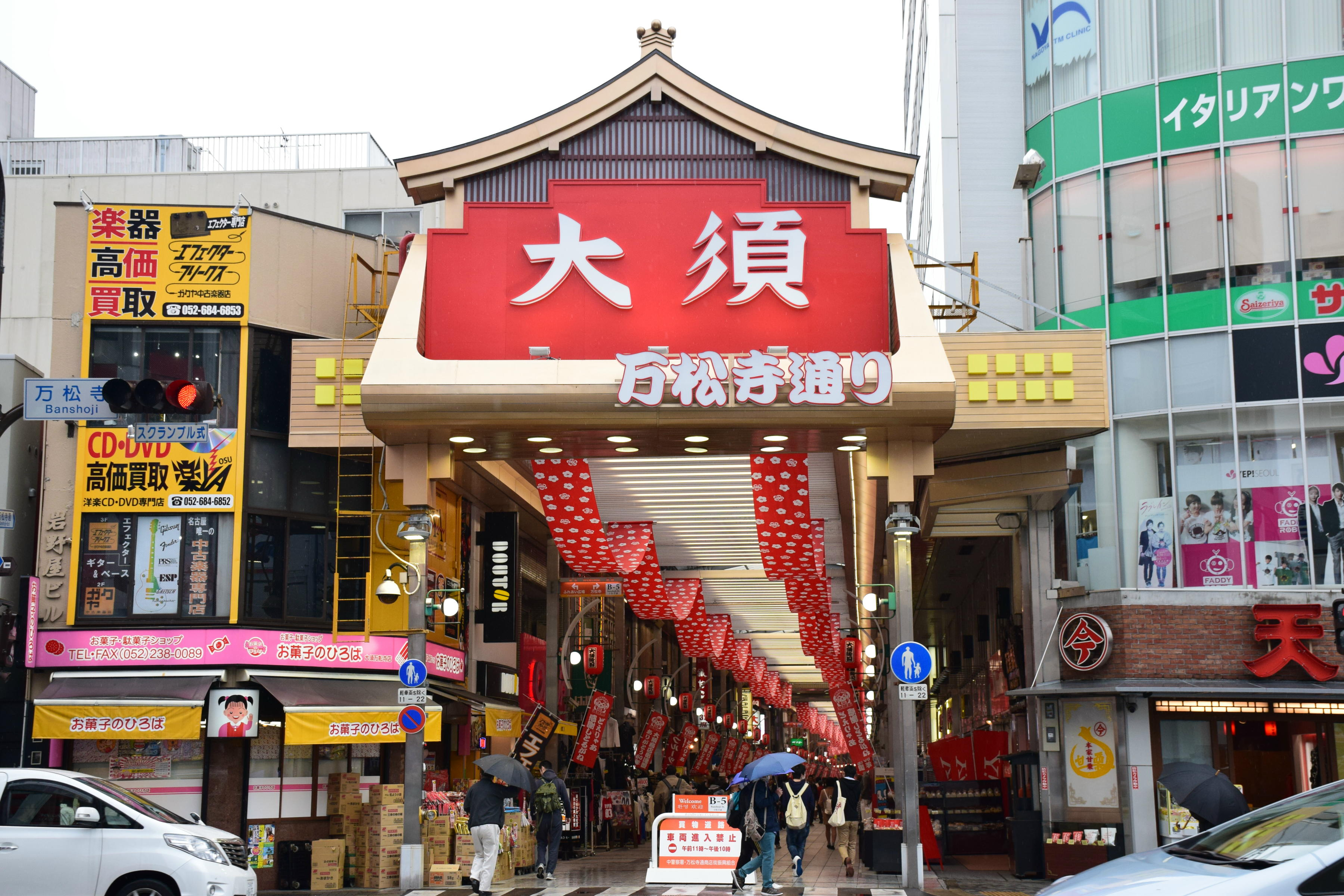
Ōsu Centre commercial
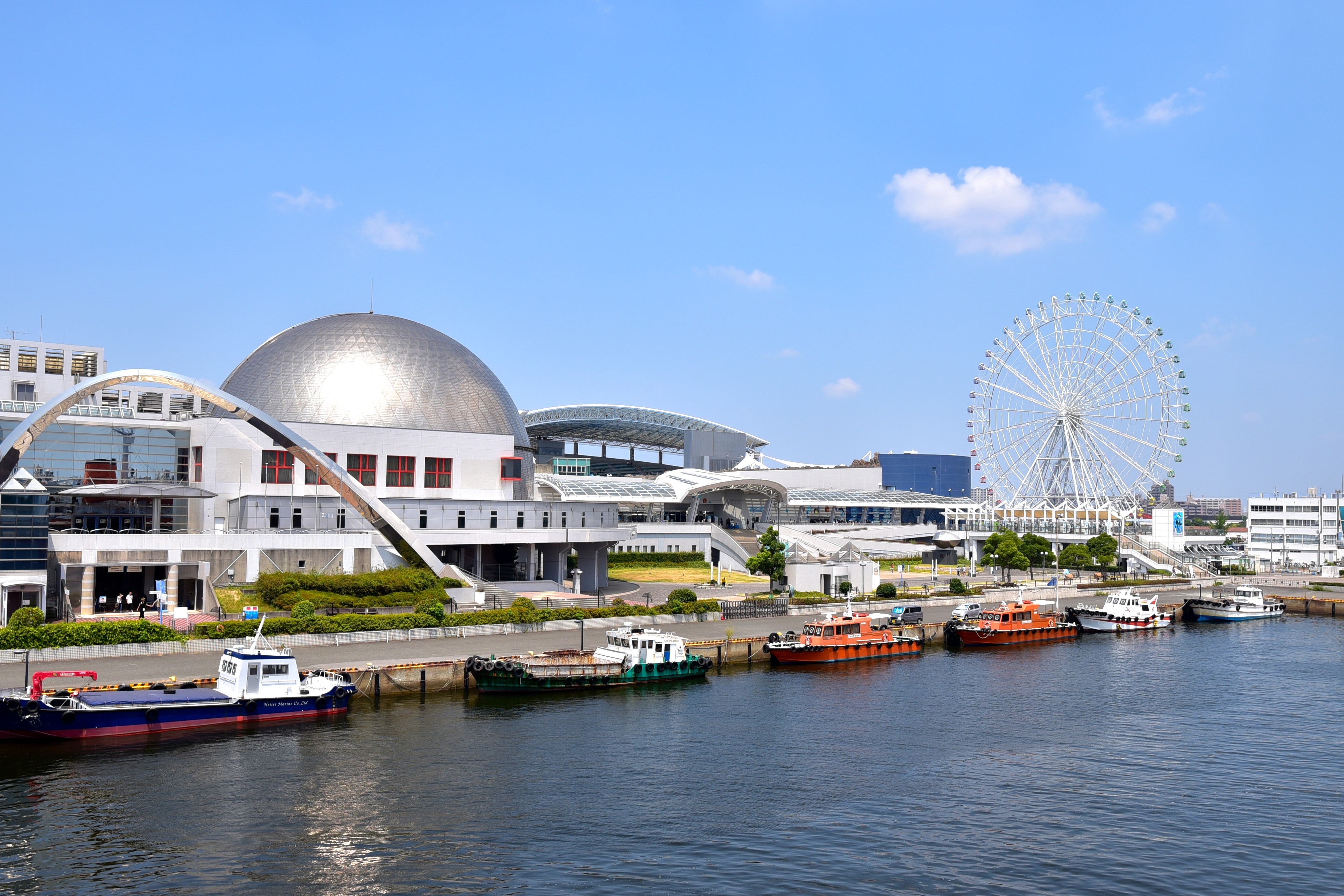
Aquarium du port de Nagoya
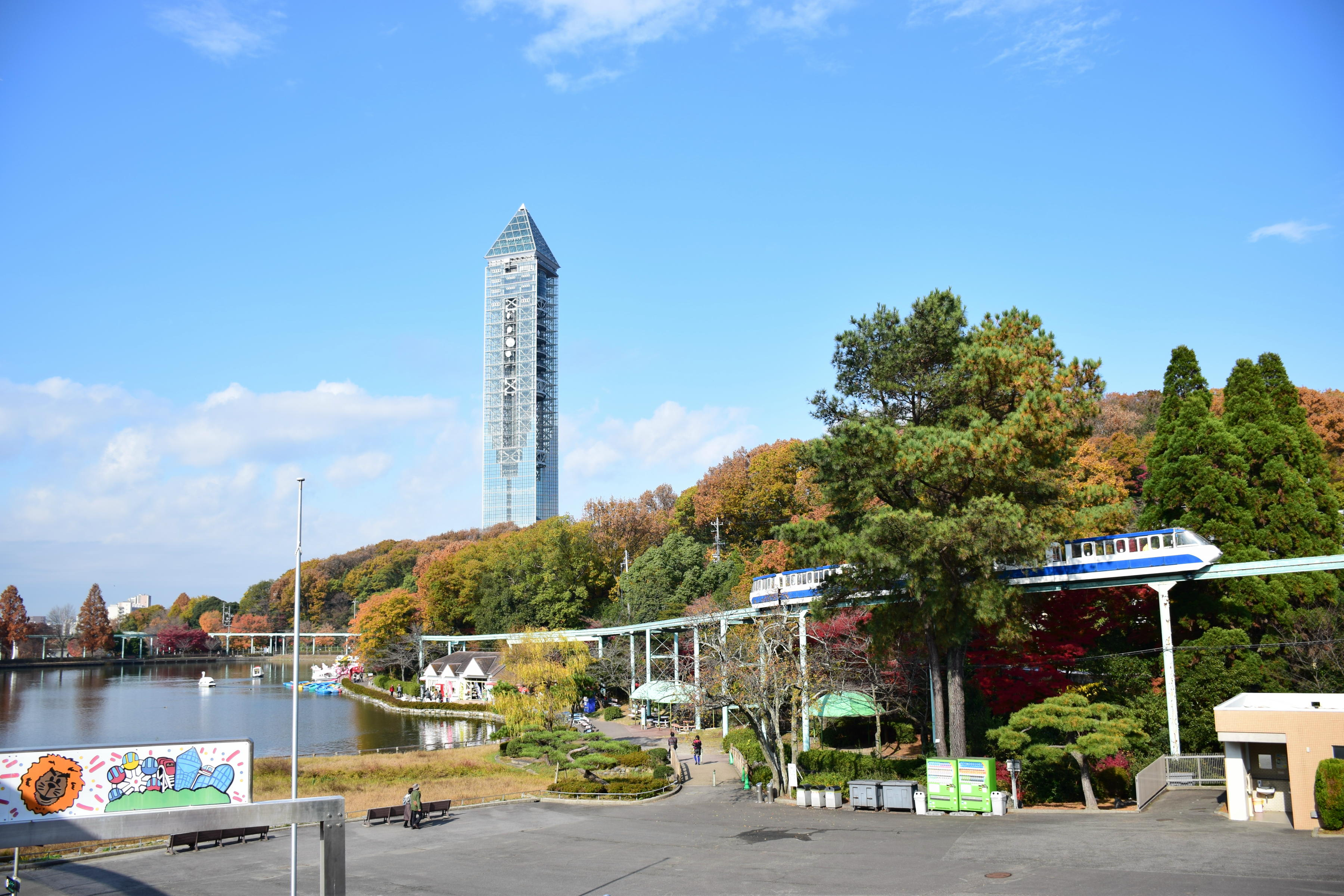
Zoo et jardin botanique de Higashiyama
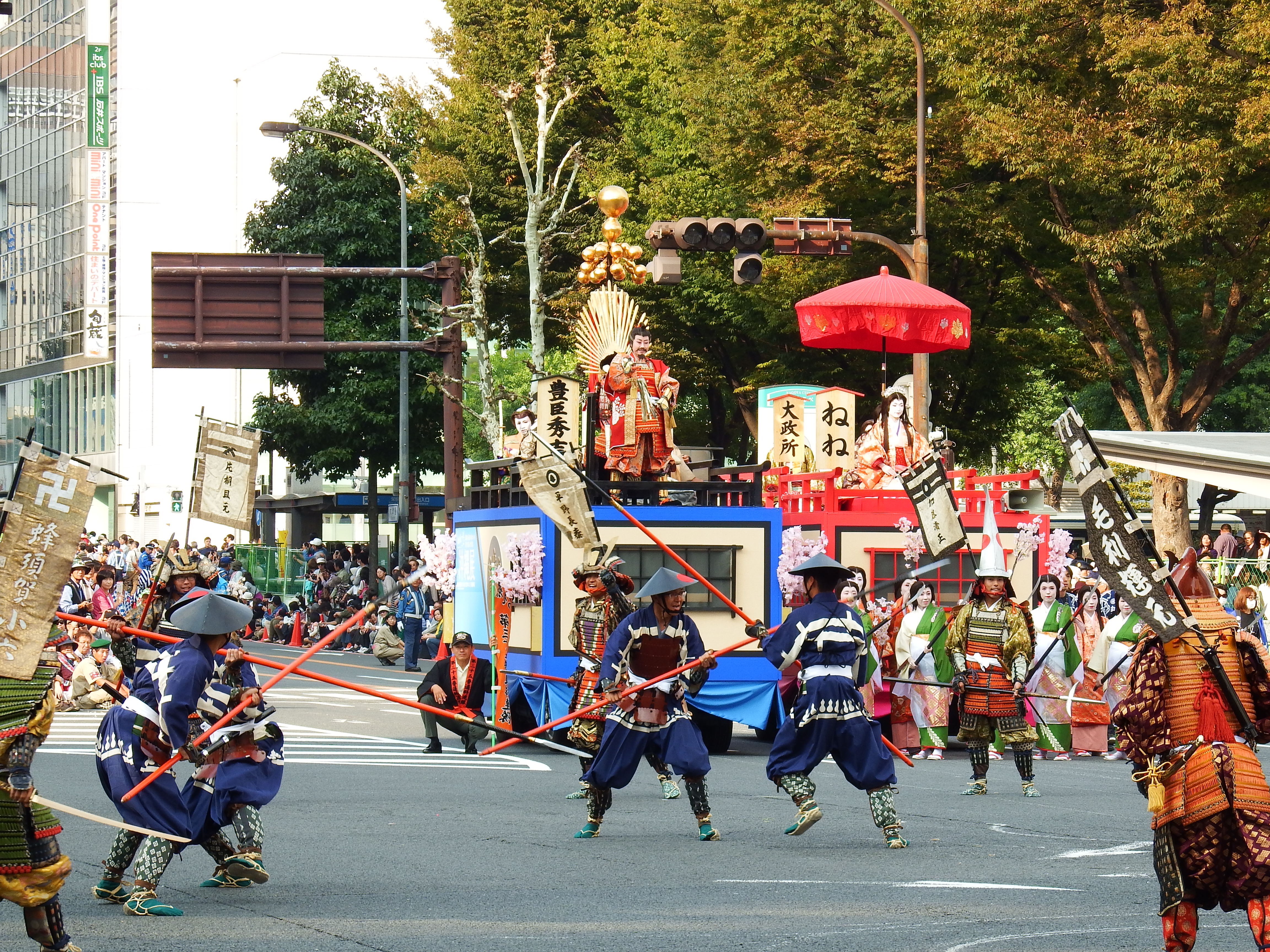
Toyotomi Hideyoshi (Festival Nagoya)
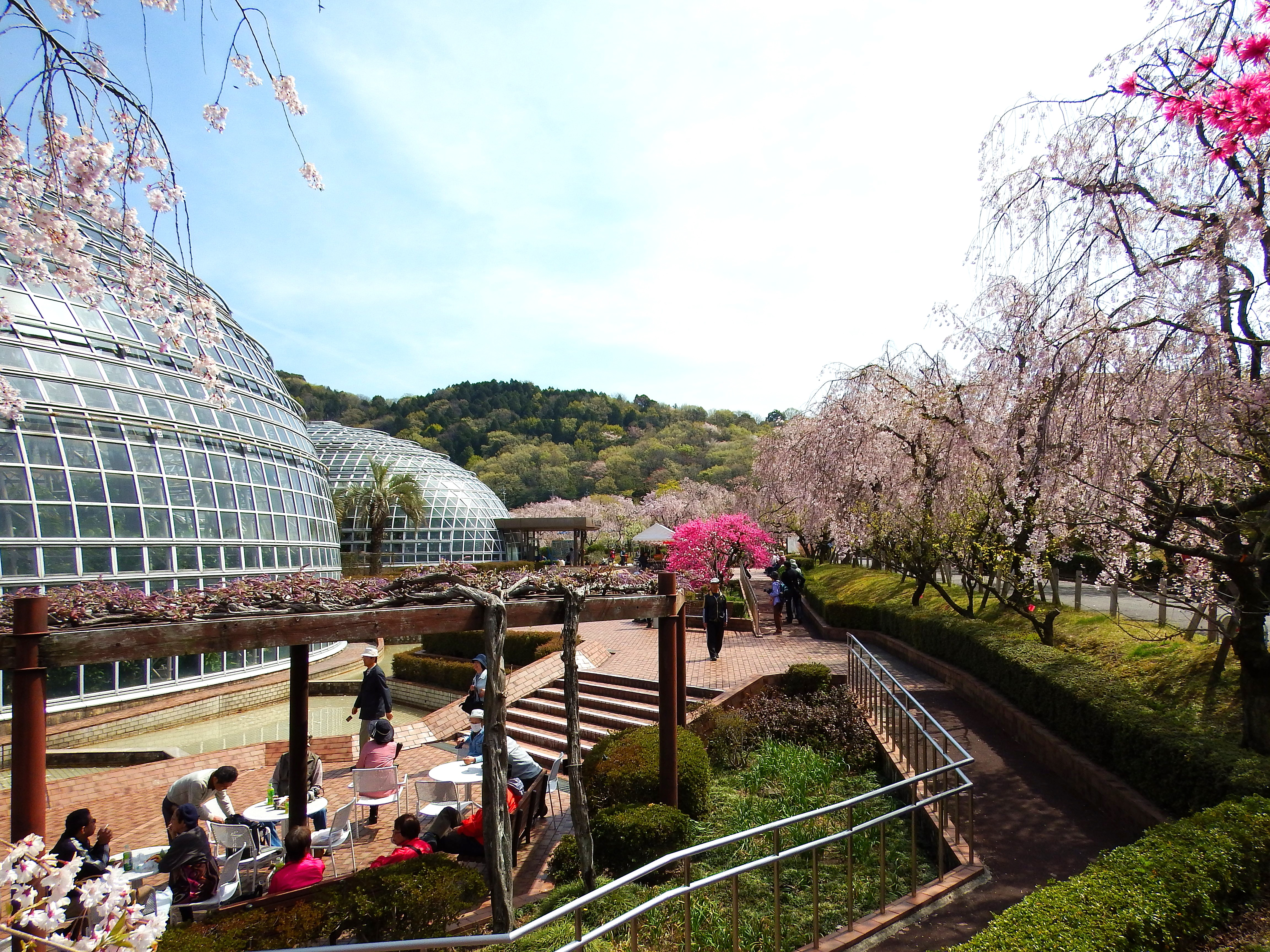
Togokusan Parc du fruit
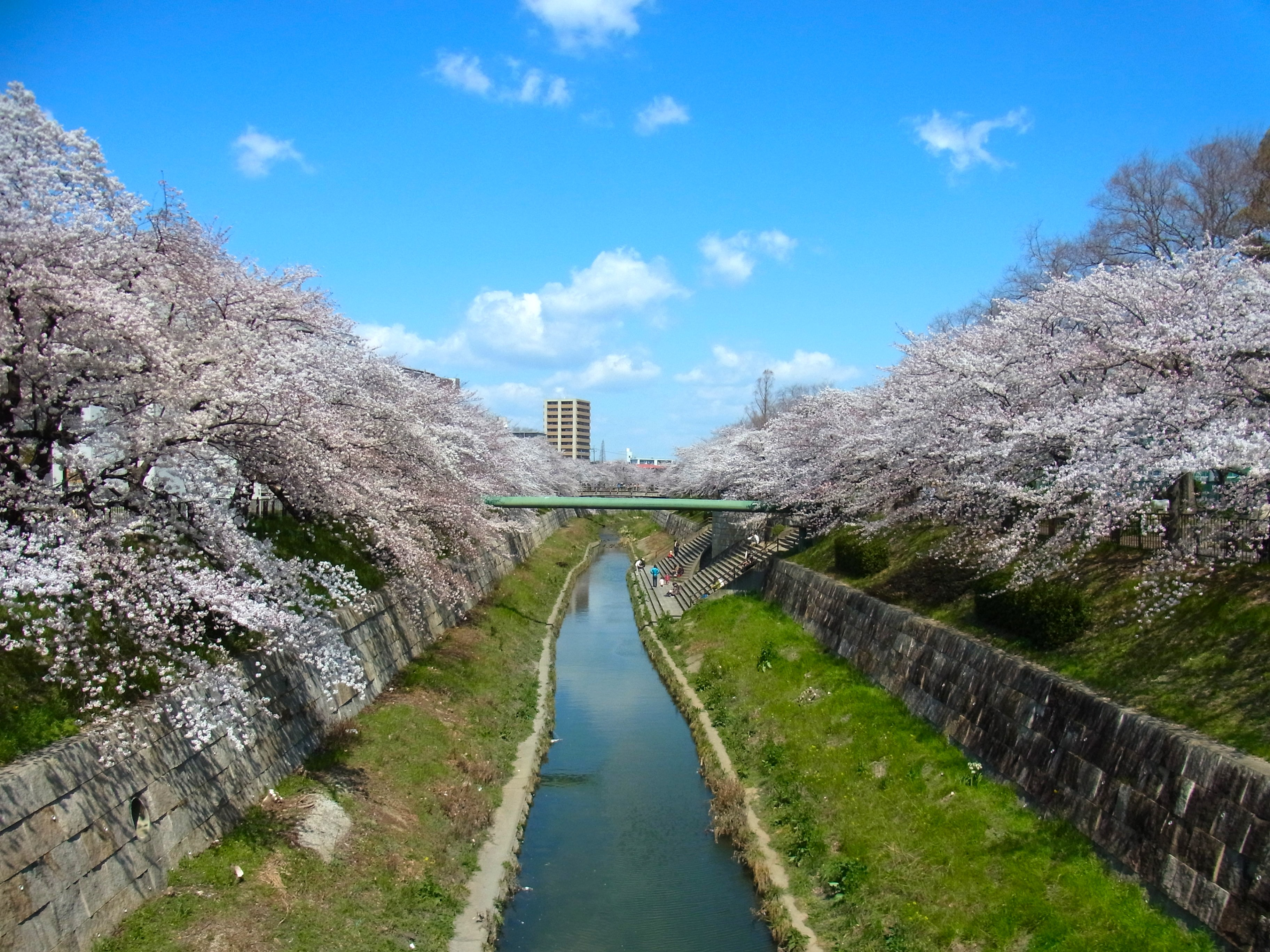
Rivière Yamazaki
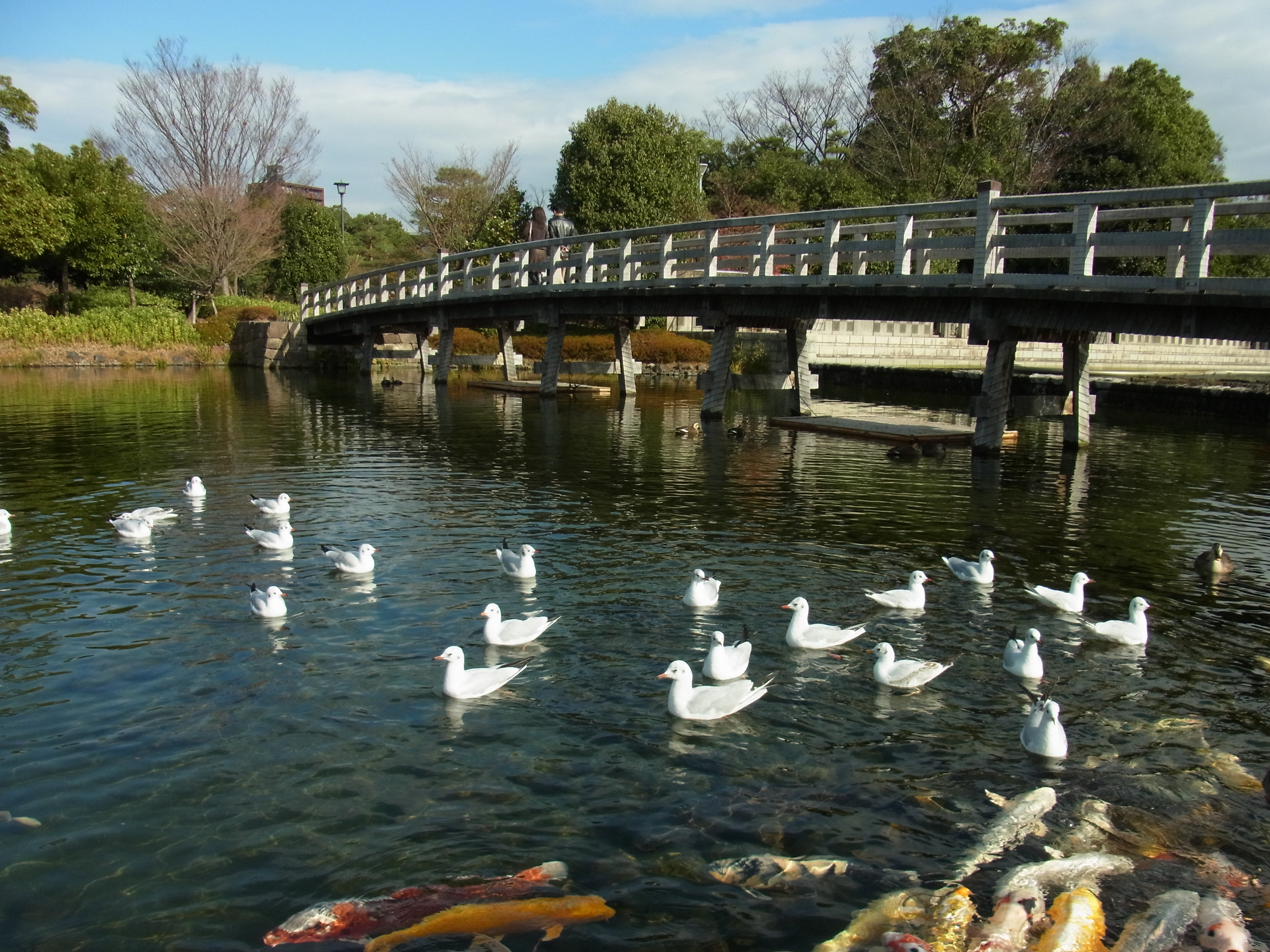
Jardin du cygne
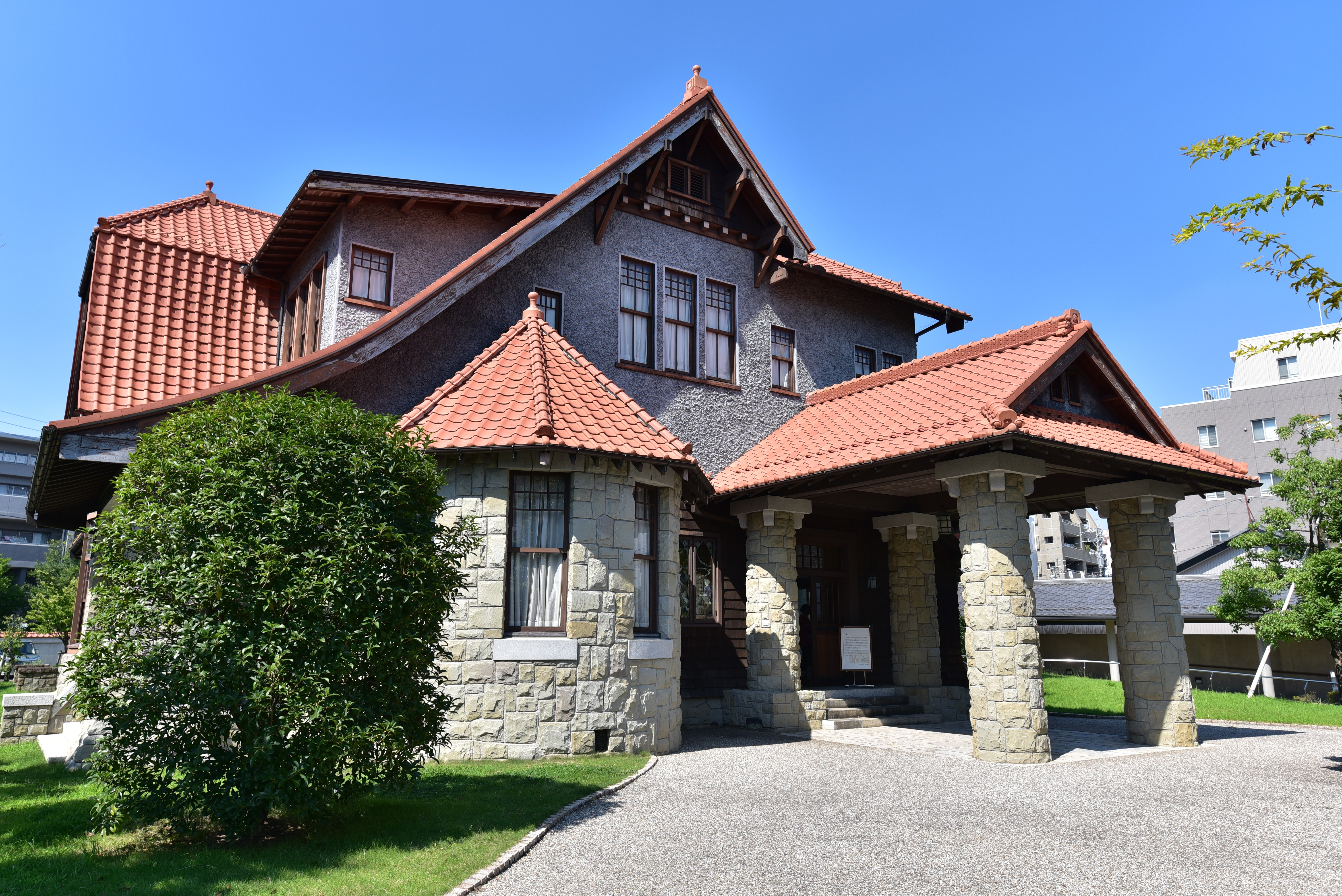
Musée en Futaba
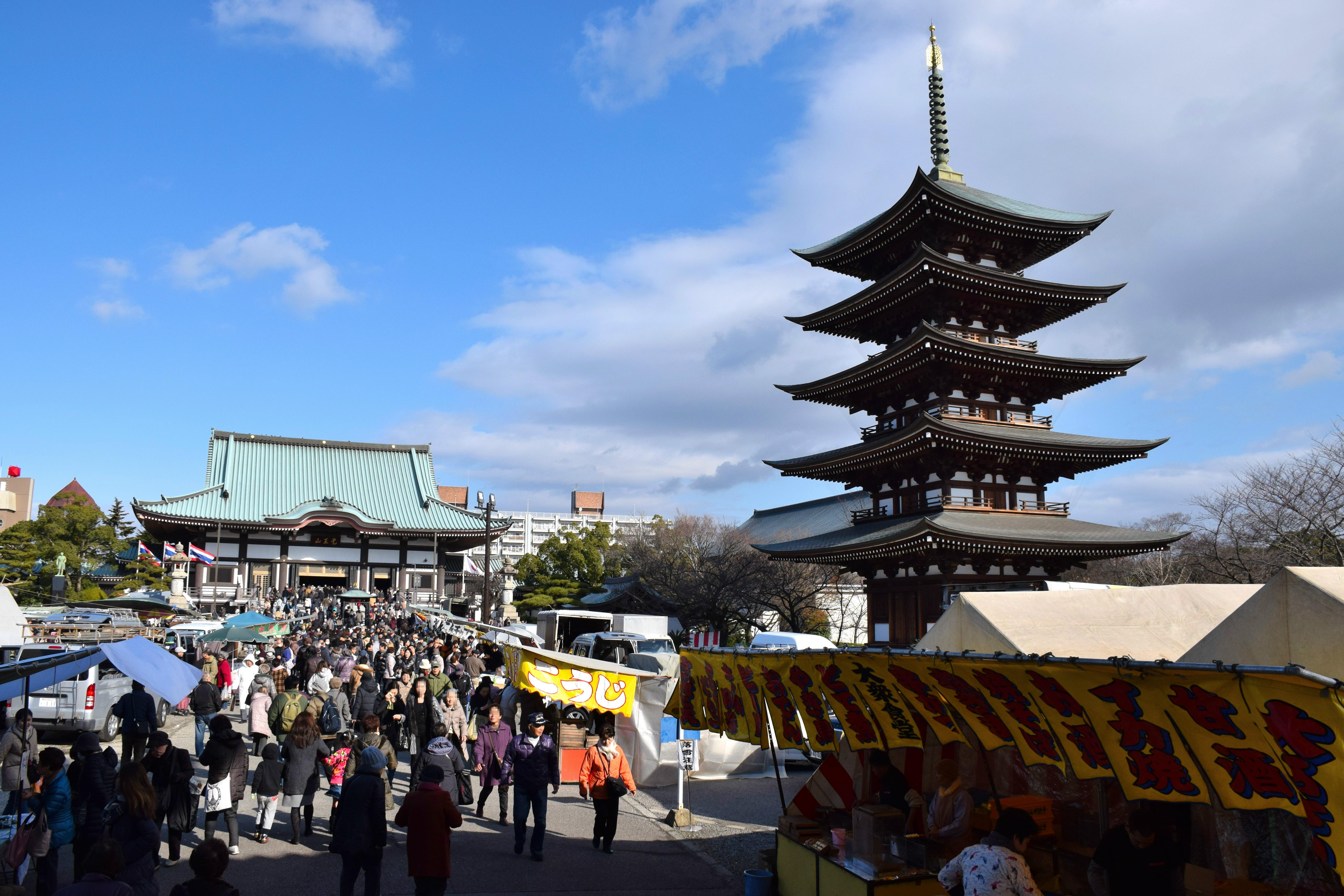
Nittai-ji
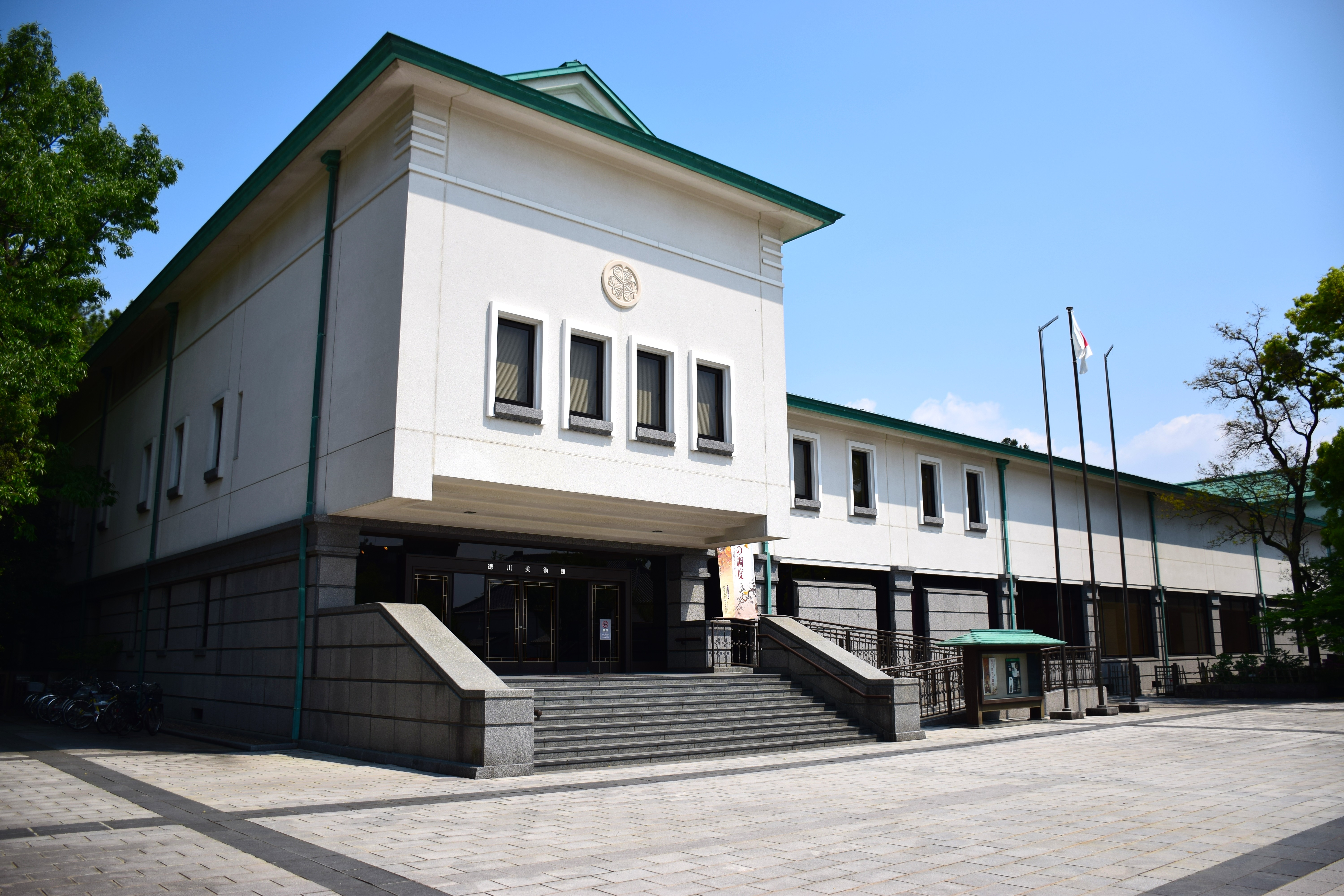
Tokugawa Art musée
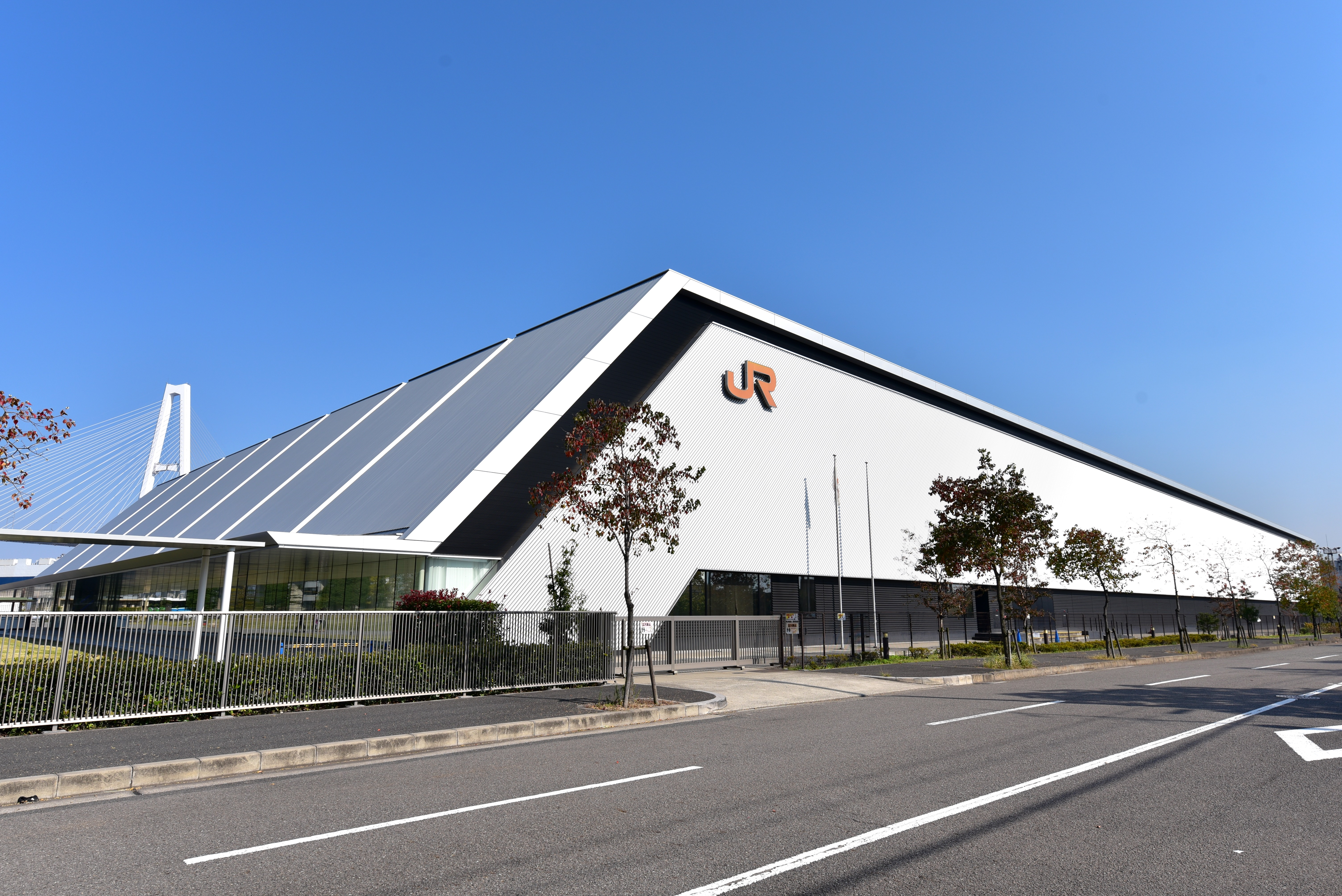
SCMaglev and Railway Park
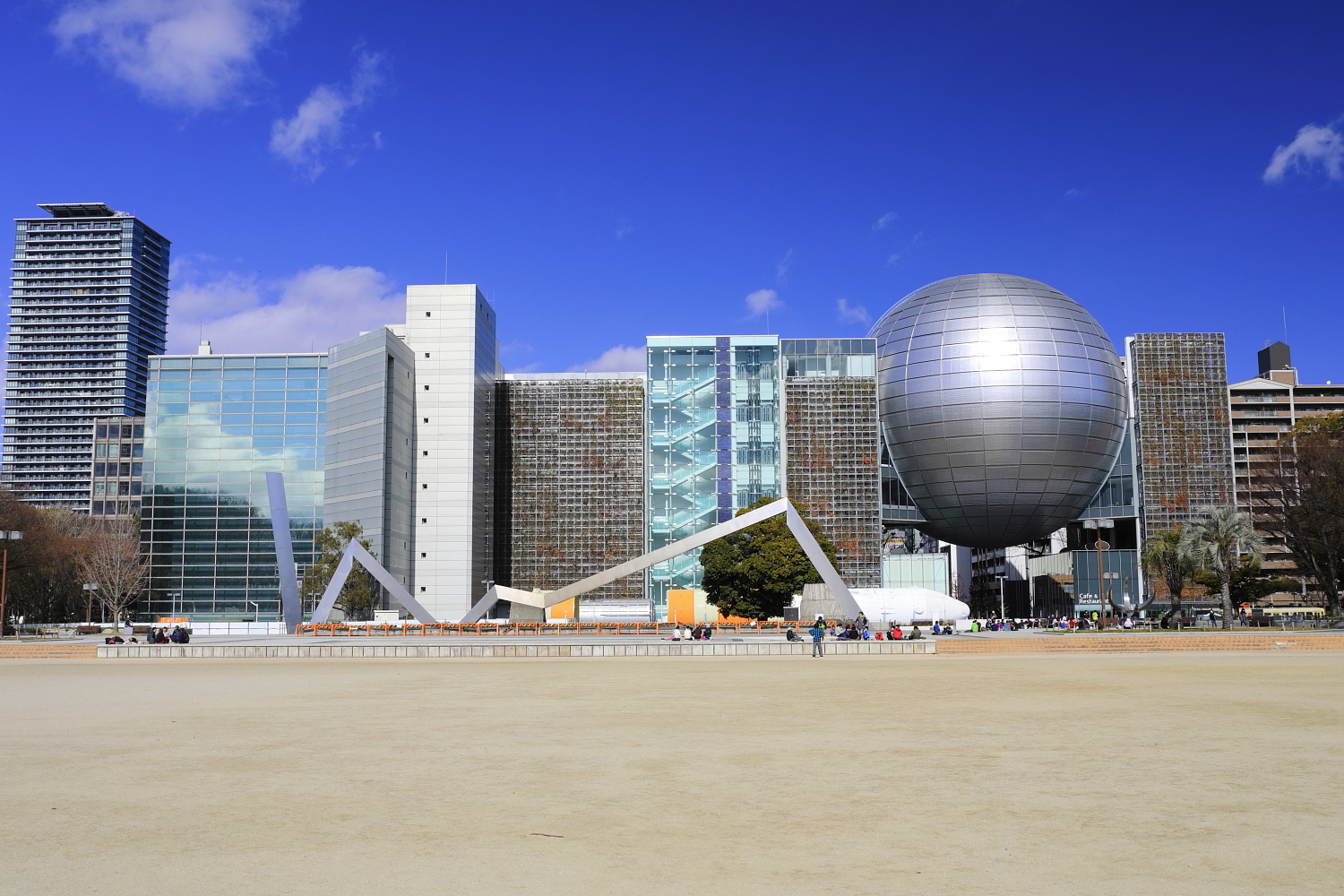
Musée des sciences de la ville de Nagoya
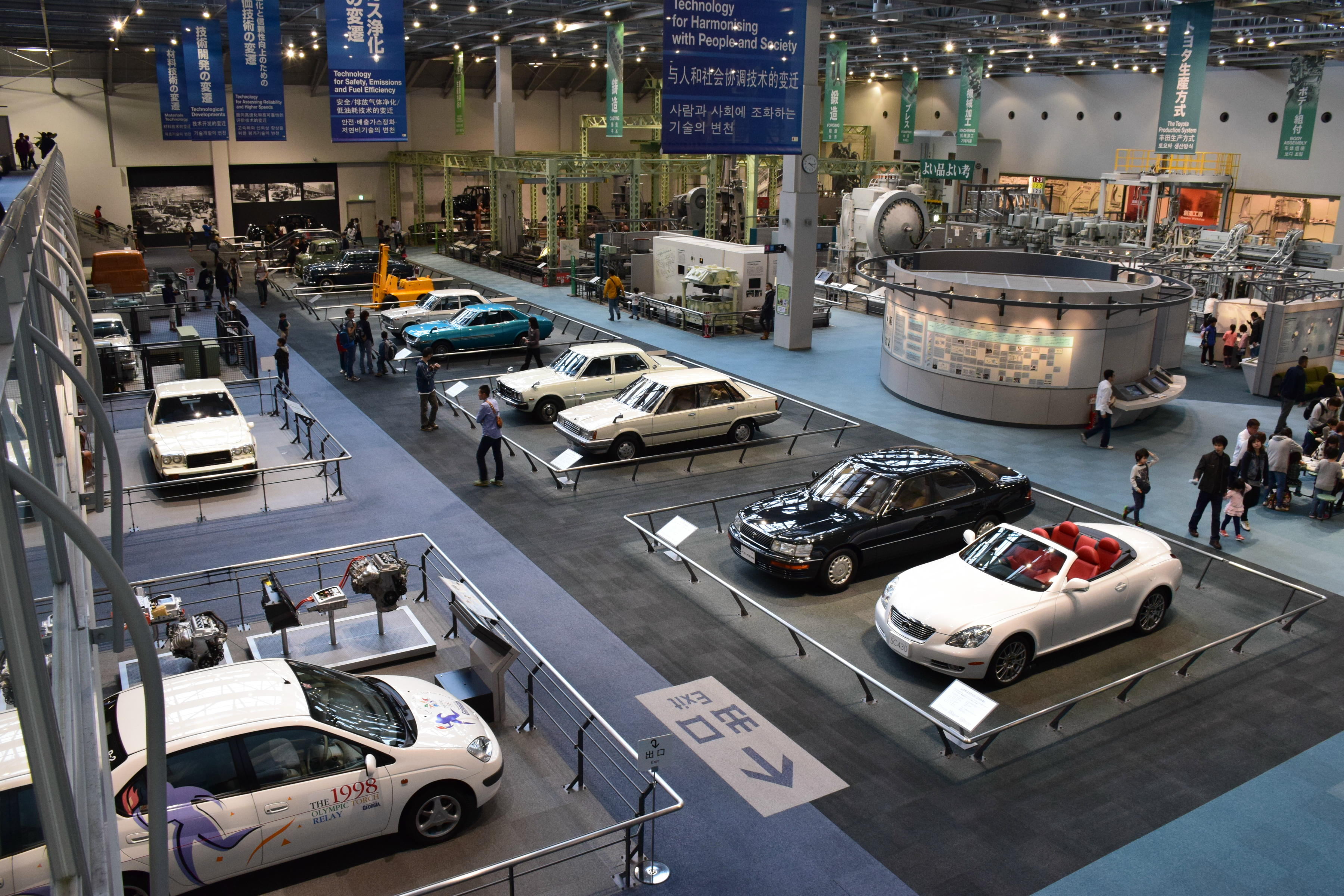
Musée Toyota
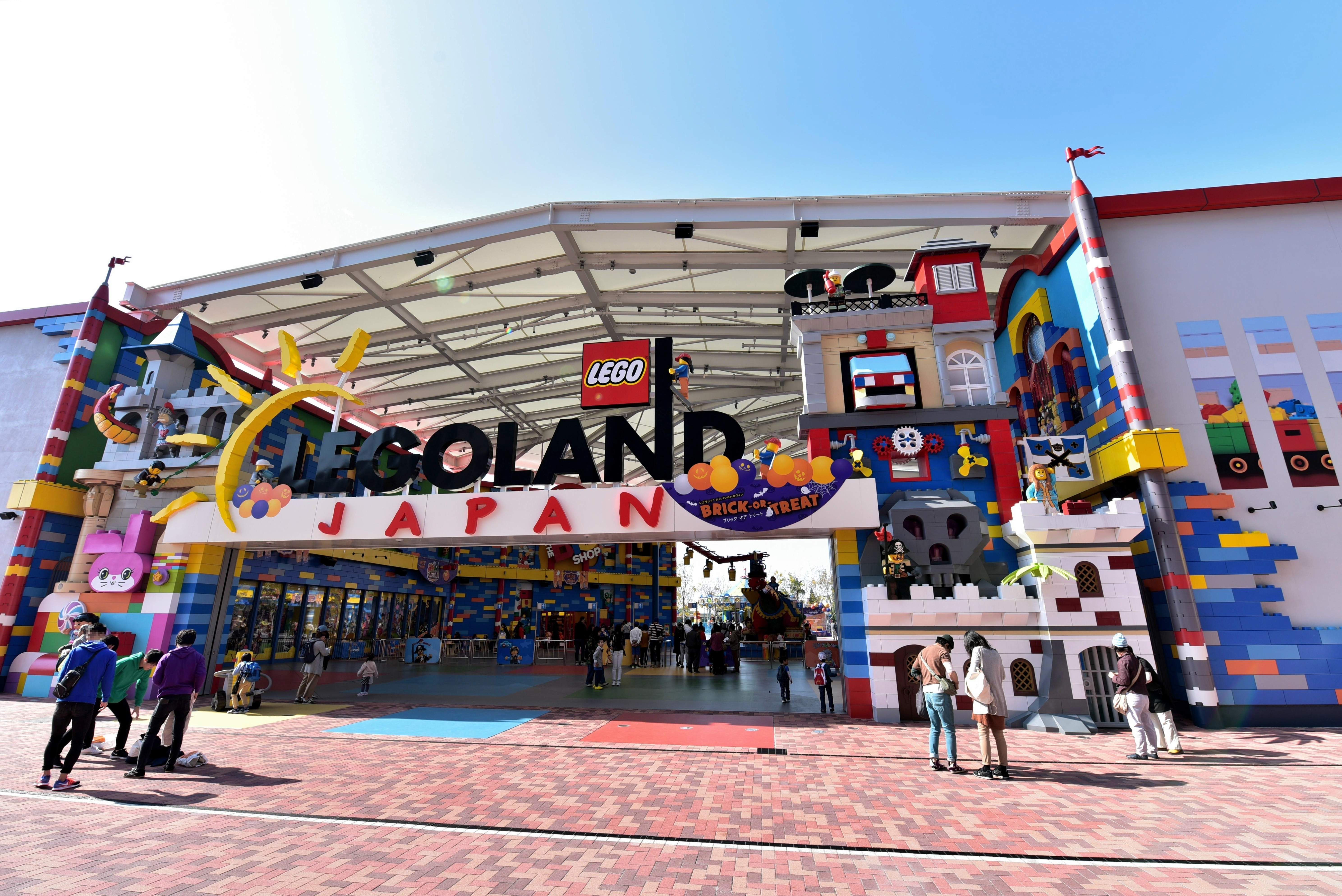
Legoland Japan

### Cuisine locale

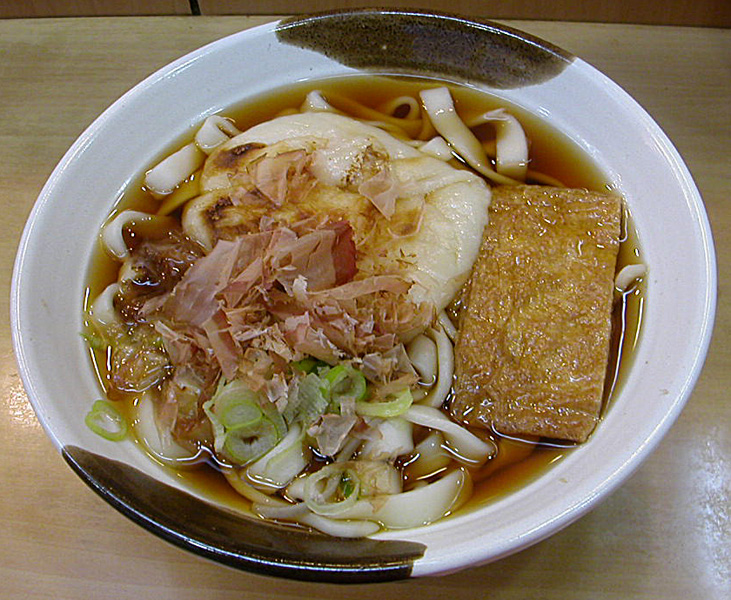
Kishimen.
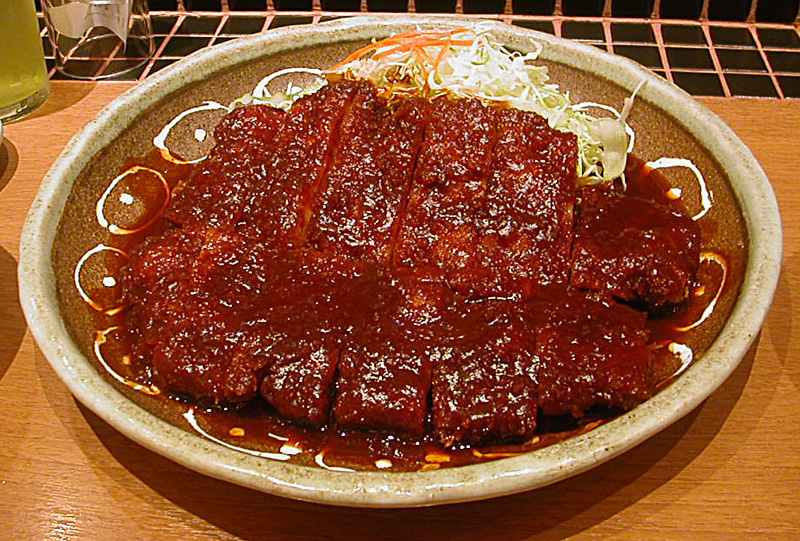
Miso katsu.
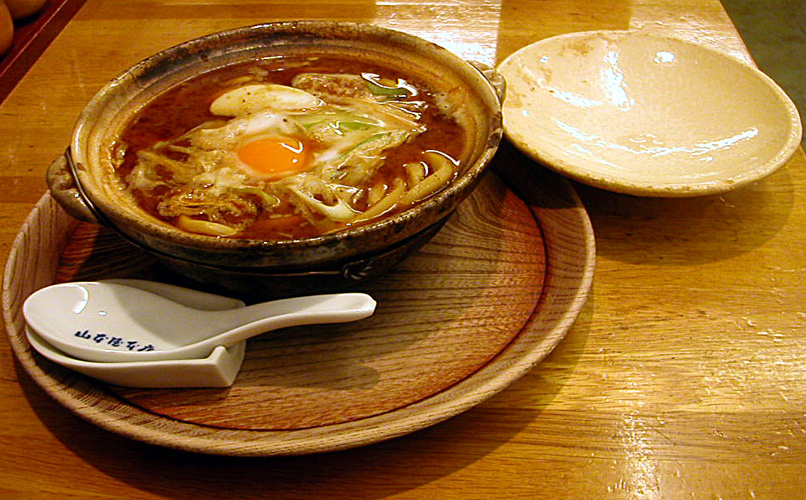
Miso nikomi udon.
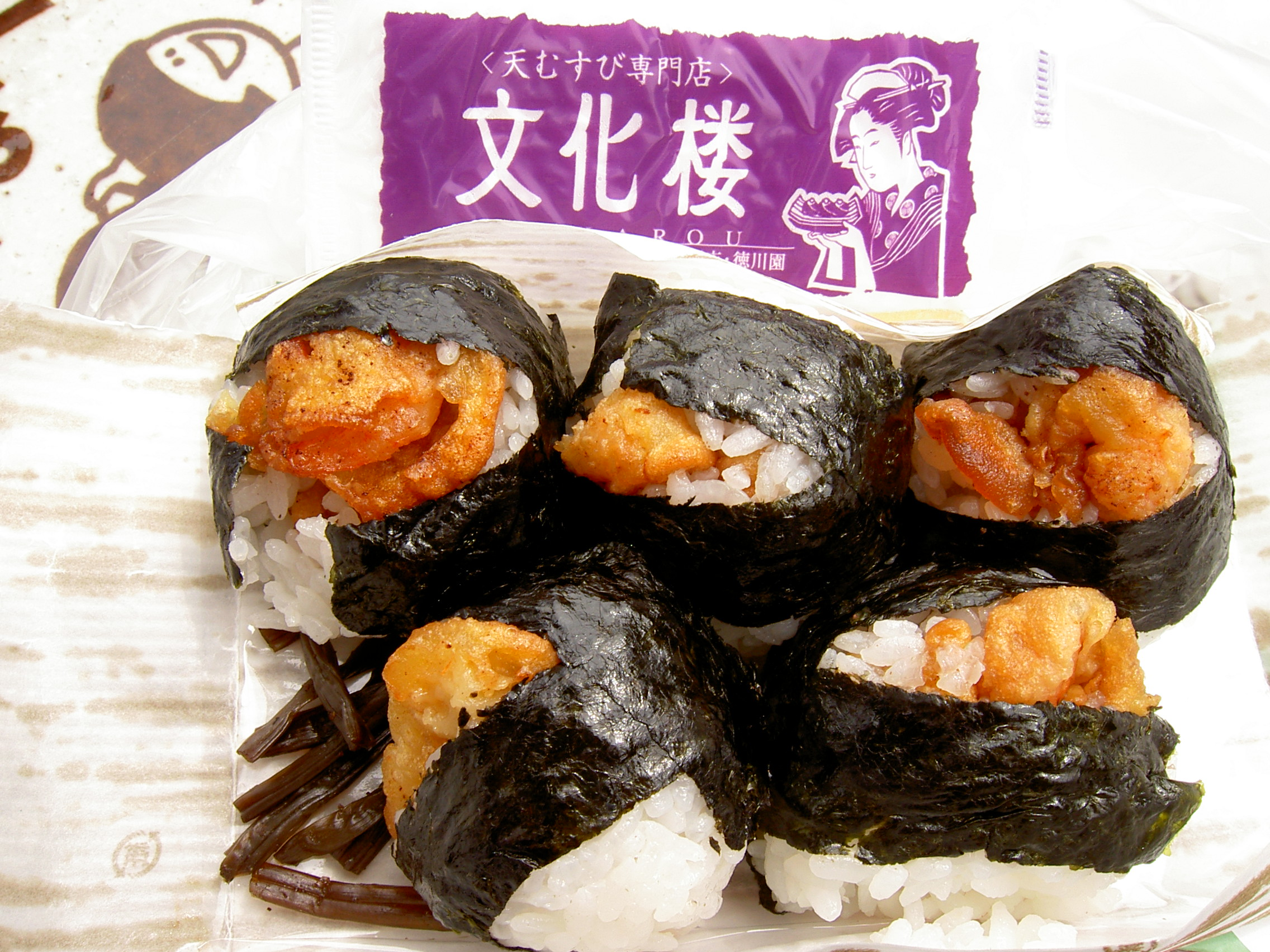
Tenmusu.
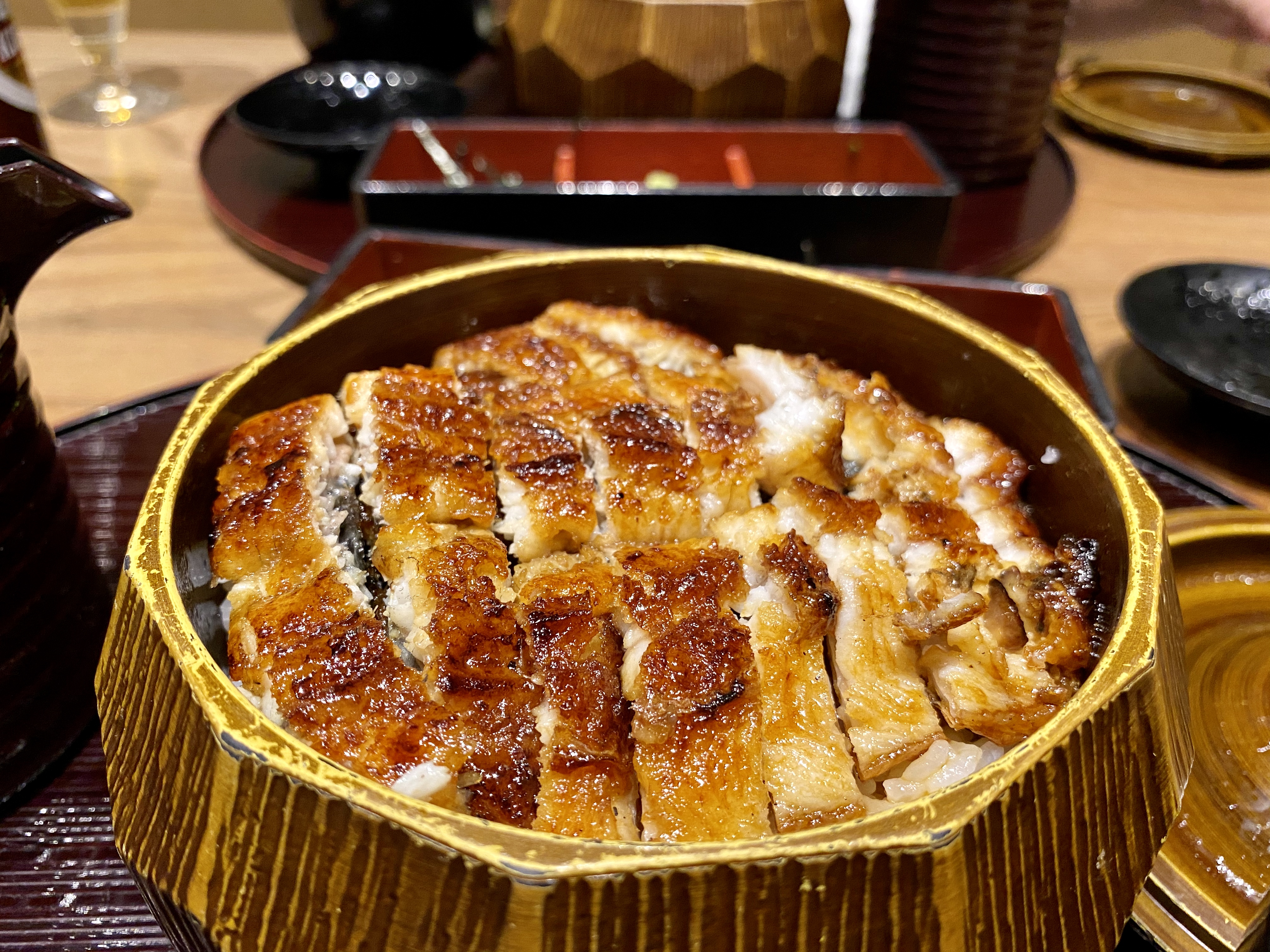
Hitsumabushi.
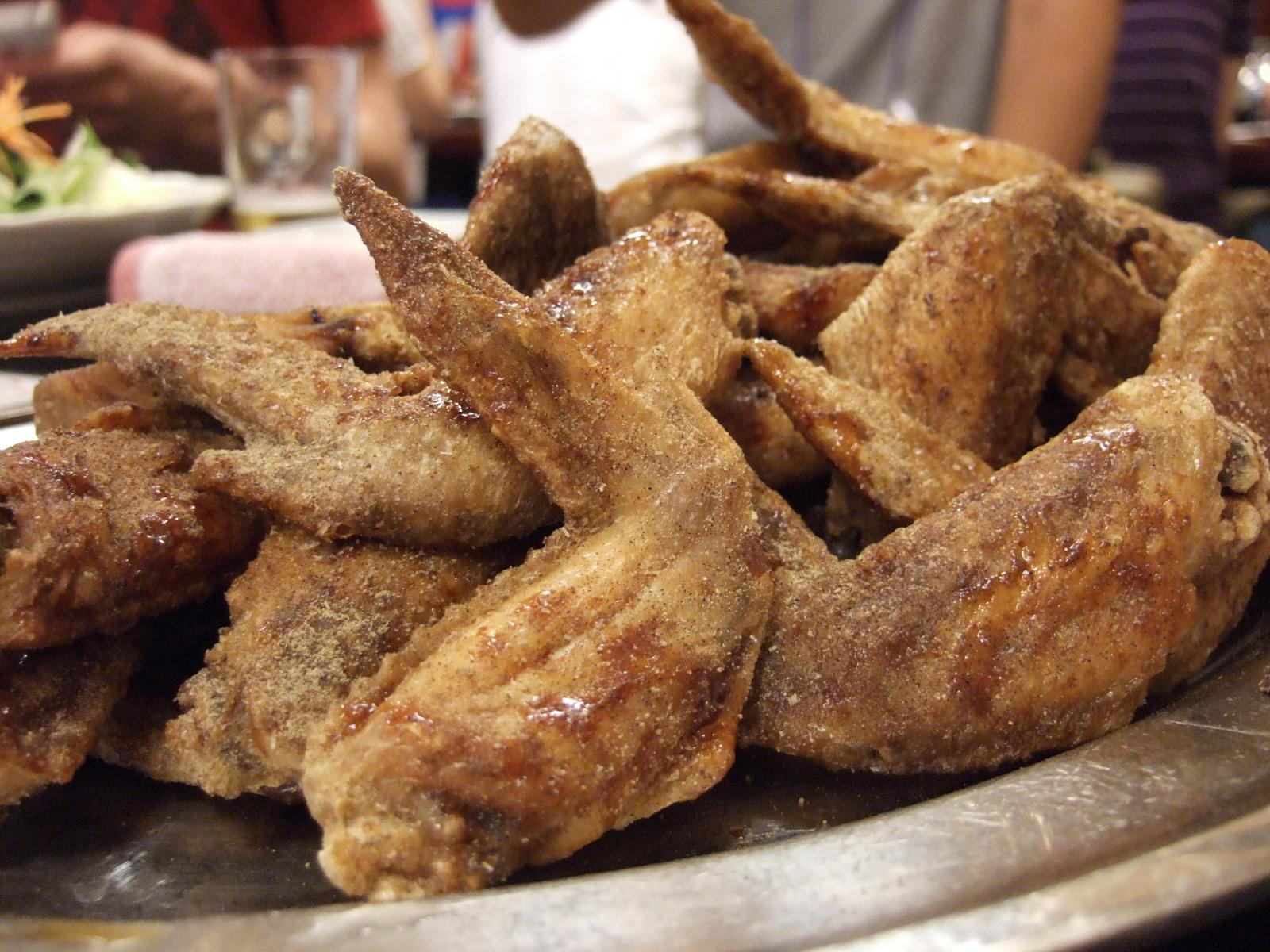
Tebasaki.
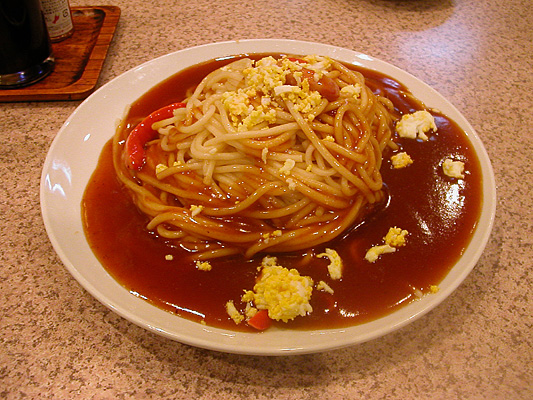
Ankake spaghetti.
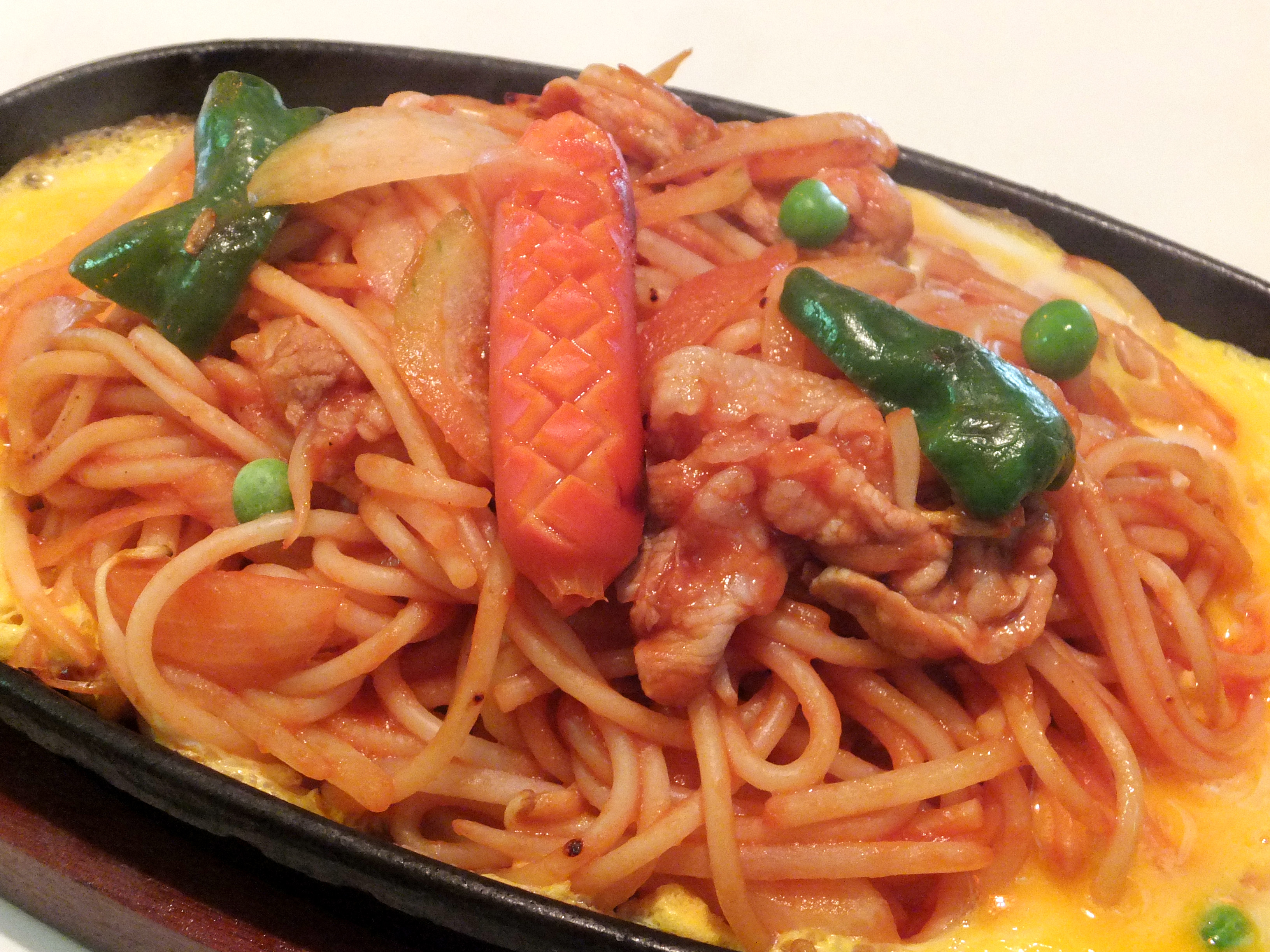
Italian spaghetti.
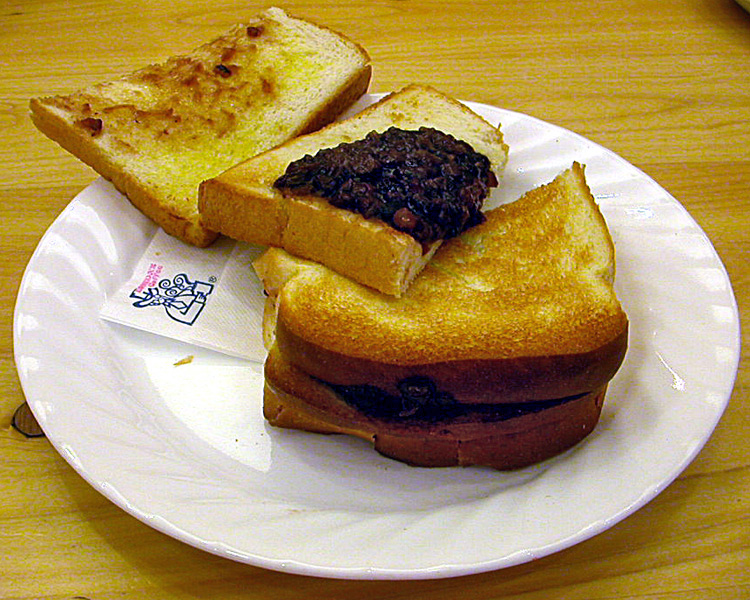
Ogura toast.
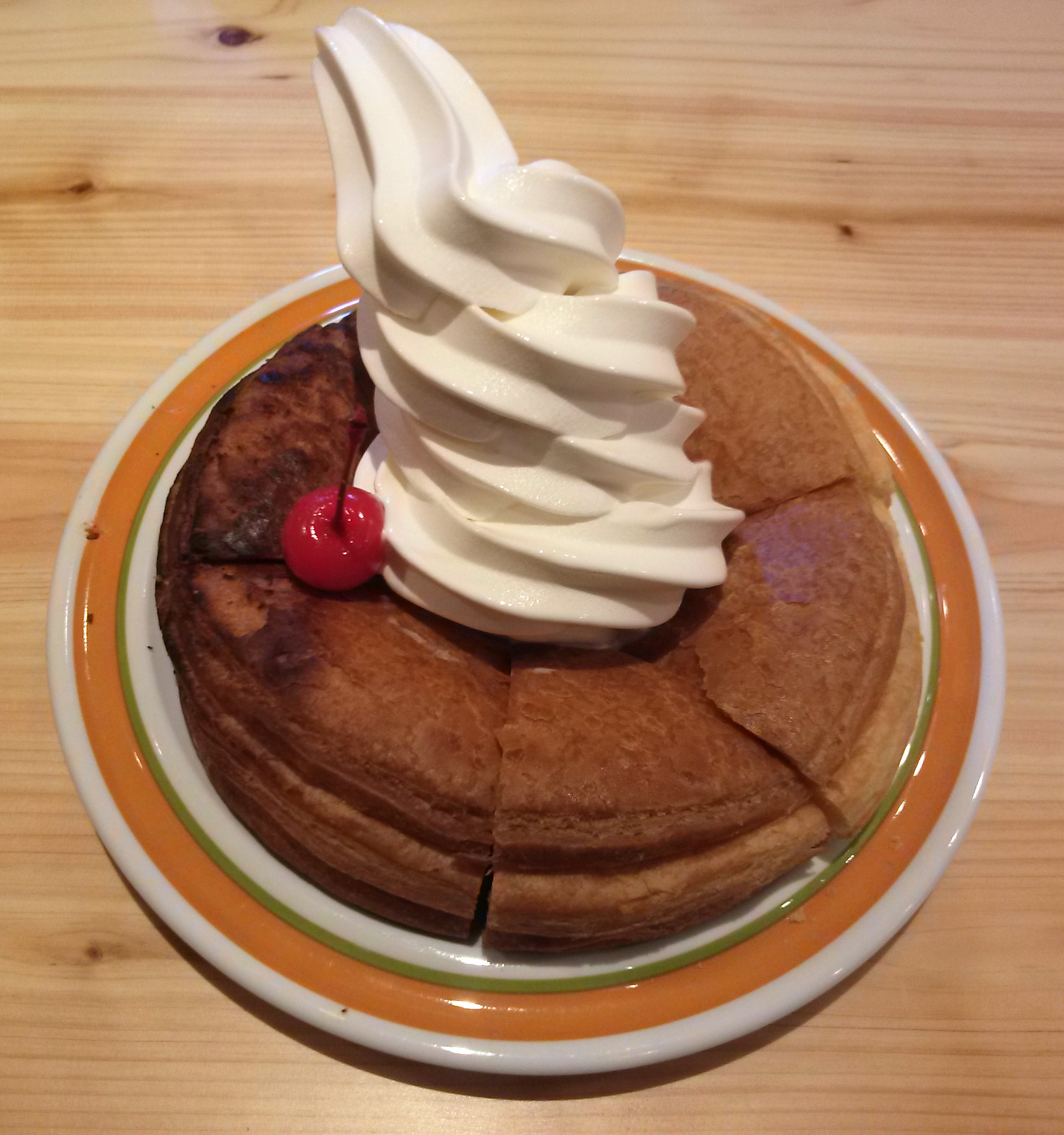
Shironoir.
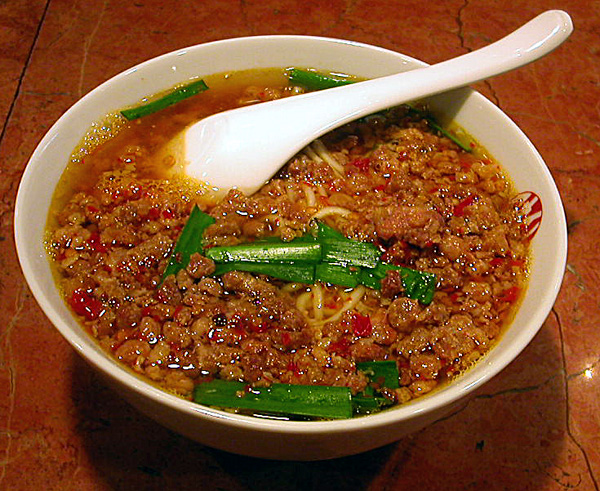
Taiwan ramen.
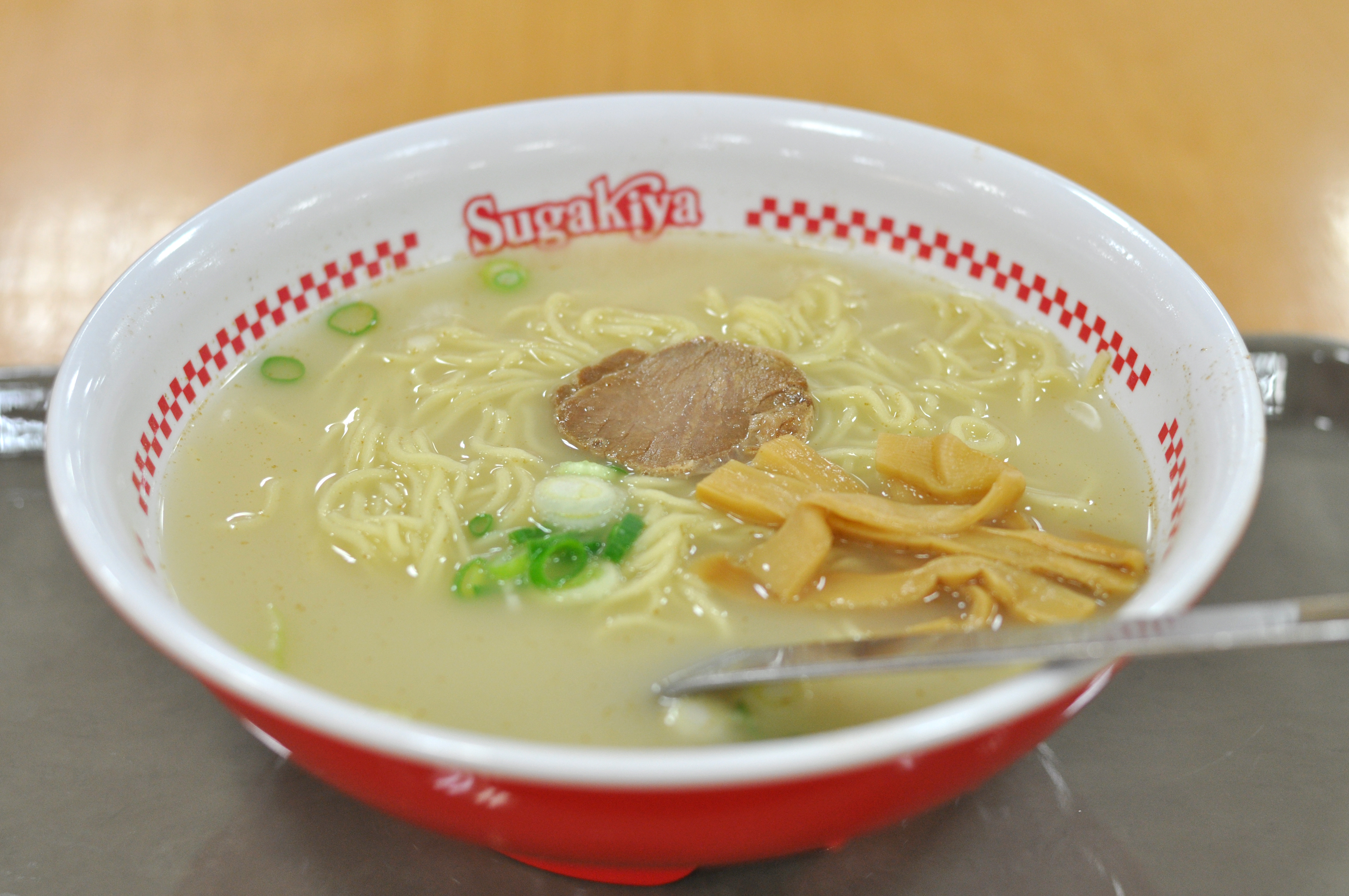
Sugakiya ramen.
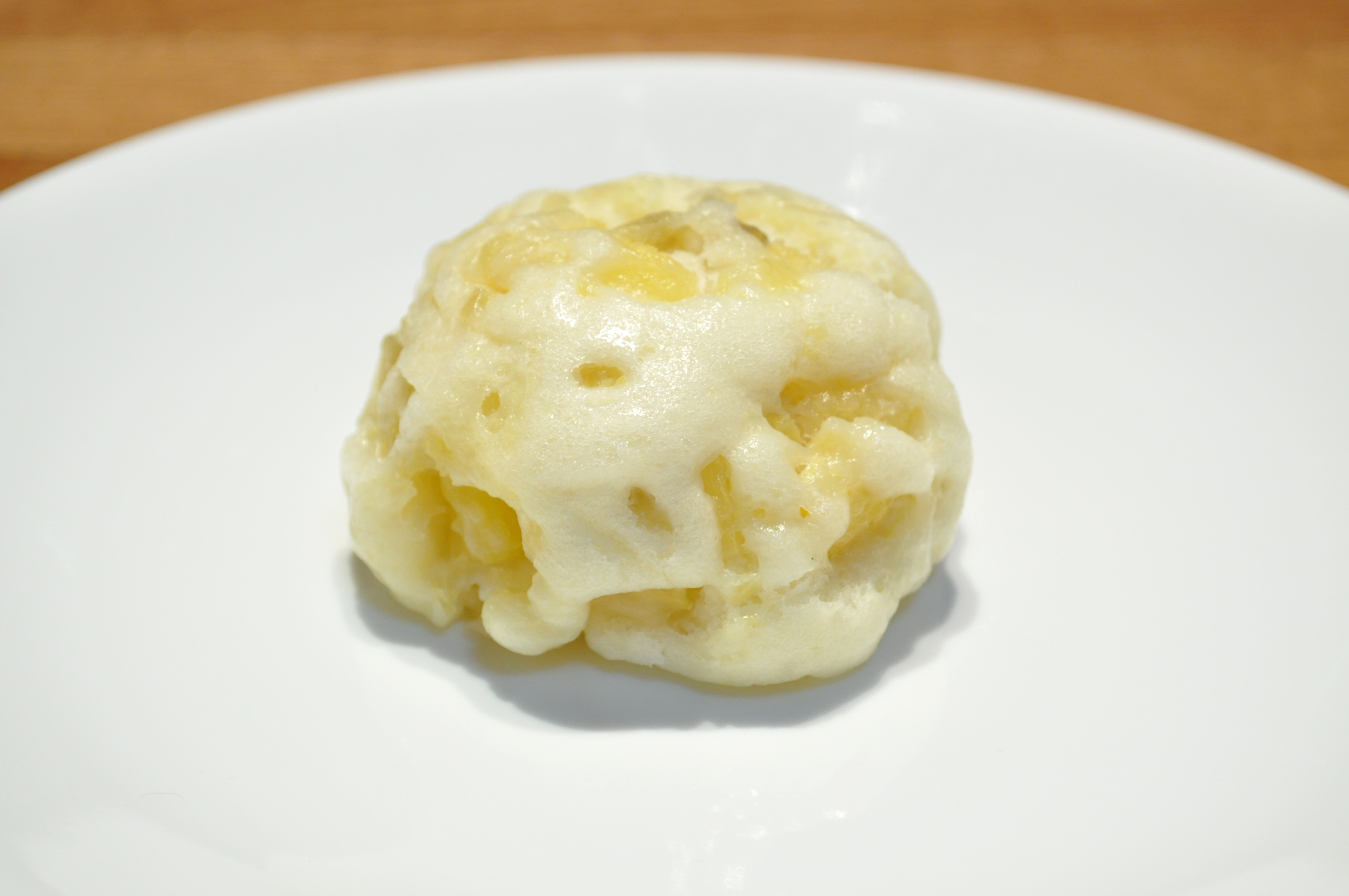
Onimanju.

### Personnalités liées à la municipalité

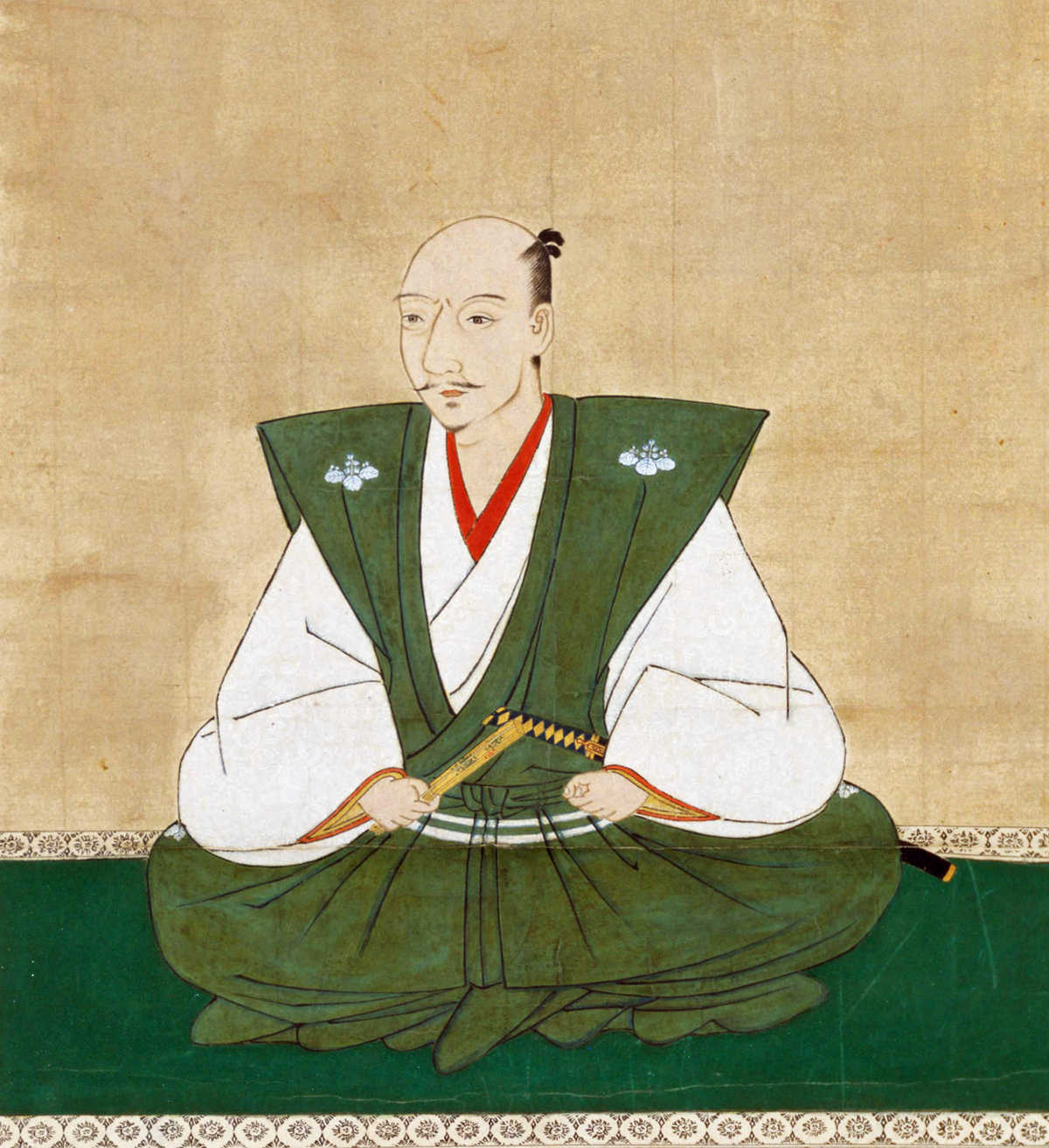
Oda Nobunaga.

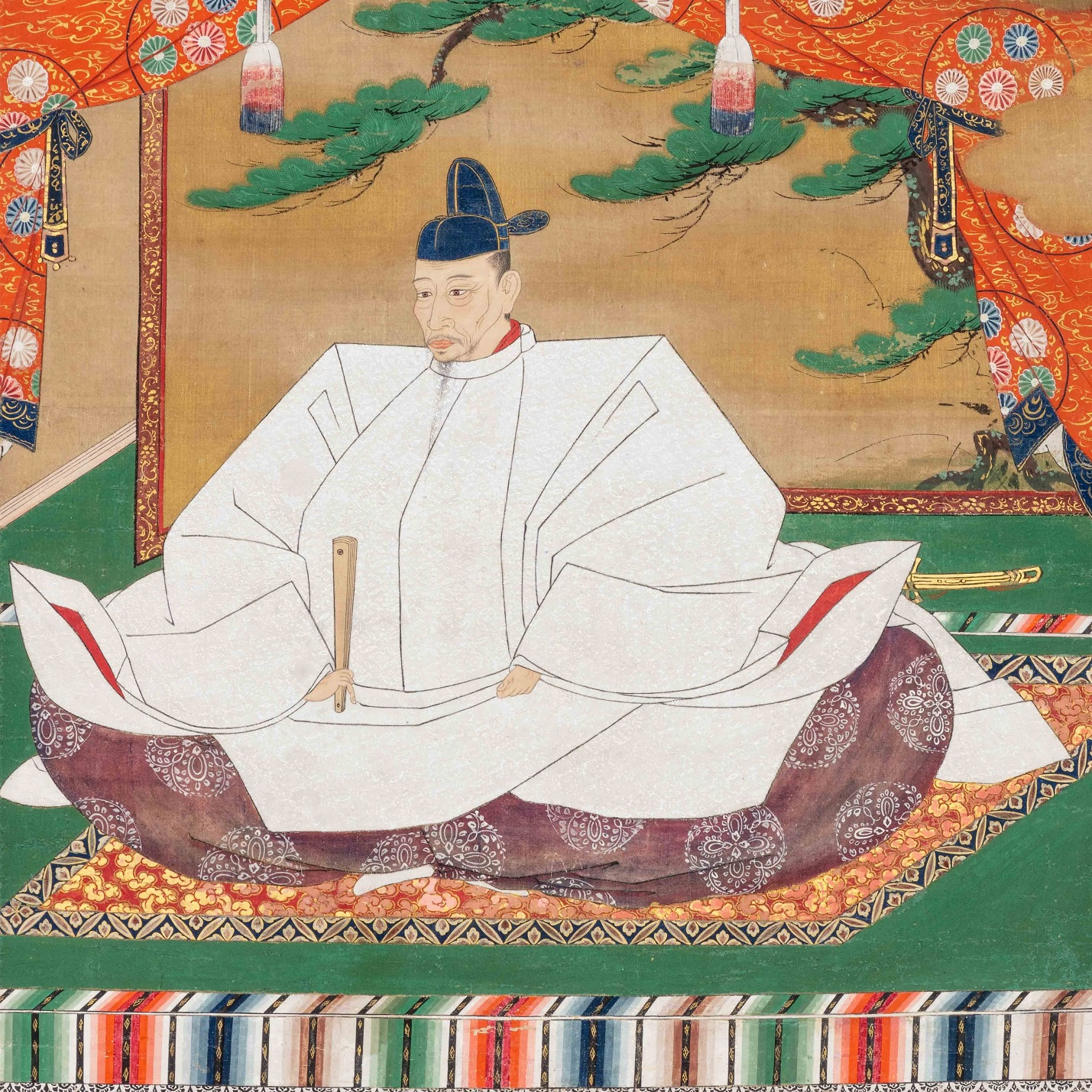
Toyotomi Hideyoshi.

- Minamoto no Yoritomo (fondateur et premier shogun du shogunat de Kamakura au Japon)
- Oda Nobunaga (samouraï de la période Sengoku)
- Toyotomi Hideyoshi (samouraï de la période Sengoku)
- Shibata Katsuie (samouraï de la période Sengoku)
- Niwa Nagahide (samouraï de la période Sengoku)
- Maeda Toshiie (samouraï de la période Sengoku)
- Katō Kiyomasa (samouraï de la période Sengoku)
- Sassa Narimasa (samouraï de la période Sengoku)
- Sakuma Nobumori (samouraï de la période Sengoku)
- Sakuma Morimasa (samouraï de la période Sengoku)
- Maeda Keiji (samouraï de la période Sengoku)
- Shōmei Tōmatsu (1930, photographe) ainsi que Tsuji Nobuo (1932, historien de l'art) et Koji Kondo (1960, compositeur musical) sont nés dans cette ville.
- Steven Raichlen (cuisinier, le Maître du grill)
- Kiichiro Toyoda (cofondateur de Toyota Motor Corporation)
- Akira Toriyama (1955, mangaka, principalement connu pour Dragon Ball)
- Koji Kondo (1961, compositeur de jeux vidéo principalement pour Nintendo)
- Yoko Taro (1970, créateur de jeux-vidéo)
- Akio Morita (cofondateur de Sony)
- Shigefumi Mori (Mathématicien, Médaille Fields, 1990)
- Makoto Kobayashi (Prix Nobel de physique, 2008)
- Toshihide Maskawa (Prix Nobel de physique, 2008)
- Midori Itō (championne du monde de patinage artistique, 1989)
- Miki Andō (double championne du monde de patinage artistique, 2007 & 2011)
- Mao Asada (triple championne du monde de patinage artistique, 2008, 2010 & 2014)
- May Nakabayashi "May'n" (chanteuse de J-pop et compositrice de musique pour anime, depuis 2005)
- Coldrain (depuis 2007) groupe de heavy metal japonais
- Shoma Uno (vice-champion du monde de patinage artistique, 2017)
- Toshiki Kaifu, personnalité politique japonaise
- Takae Itō, personnalité politique japonaise
- Saeko Umemura, personnalité politique japonaise
- Ryoff Karma(1983,Célèbre en tant que MC de combat et talent)

## Jumelages
En 2018, Nagoya est jumelée avec les municipalités étrangères suivantes :
- Los Angeles (États-Unis) depuis le 1er avril 1959 ;
- Mexico (Mexique) depuis le 16 février 1978 ;
- Nankin (Chine) depuis le 21 décembre 1978 ;
- Sydney (Australie) depuis le 16 septembre 1980 ;
- Turin (Italie) depuis le 27 mai 2005 ;
- Reims (France) depuis le 20 octobre 2017.
- Taichung (Taïwan) depuis le 25 octobre 2019 ;
- Tachkent (Ouzbékistan) depuis le 18 décembre 2019.

## Symboles municipaux
Sélectionné par un vote populaire en 1972, l'arbre symbole de la municipalité de Nagoya est le camphrier, sa fleur symbole, choisie en 1950, est le lys.

## Galerie

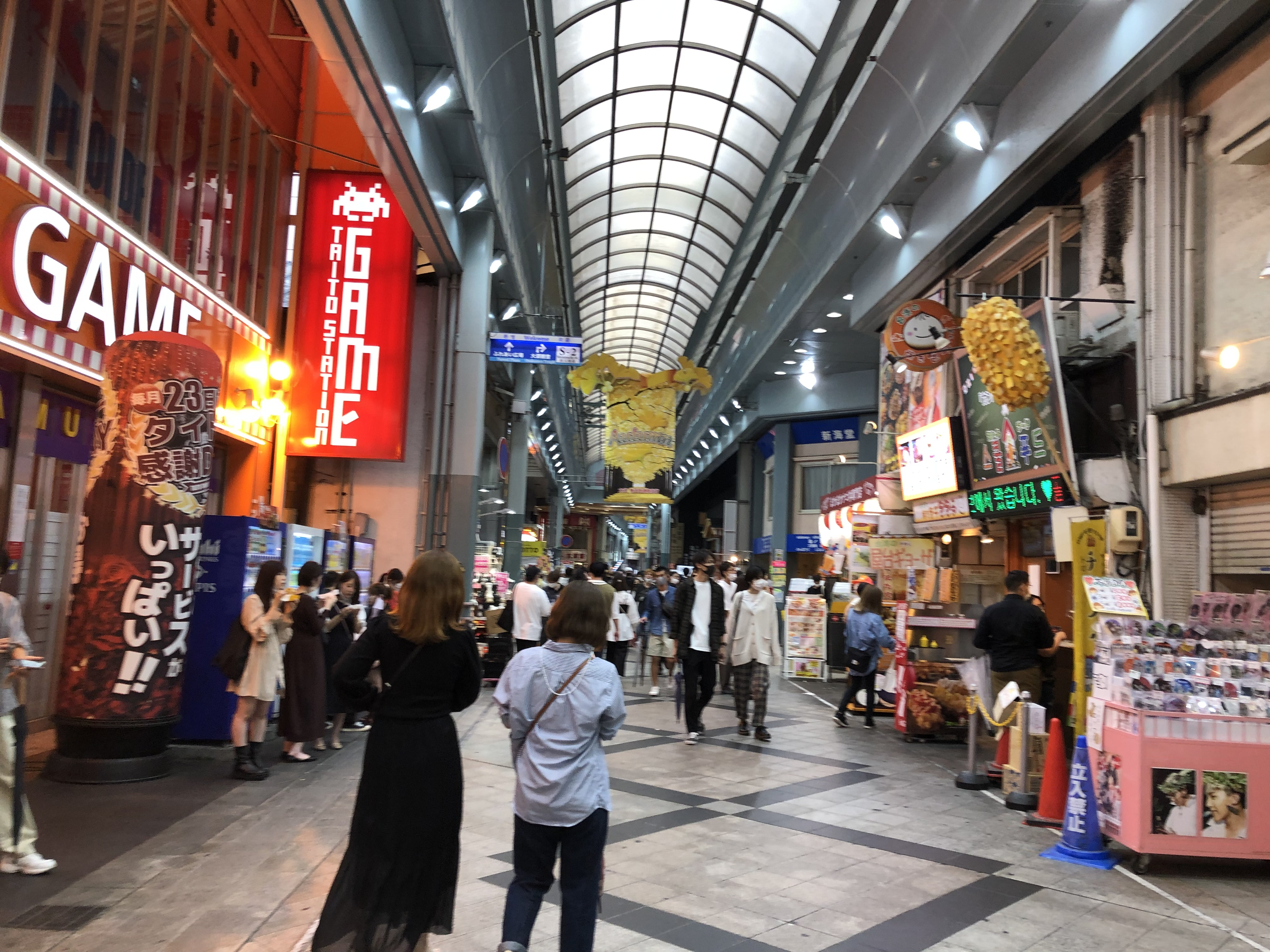
Shōtengai de Ōsu
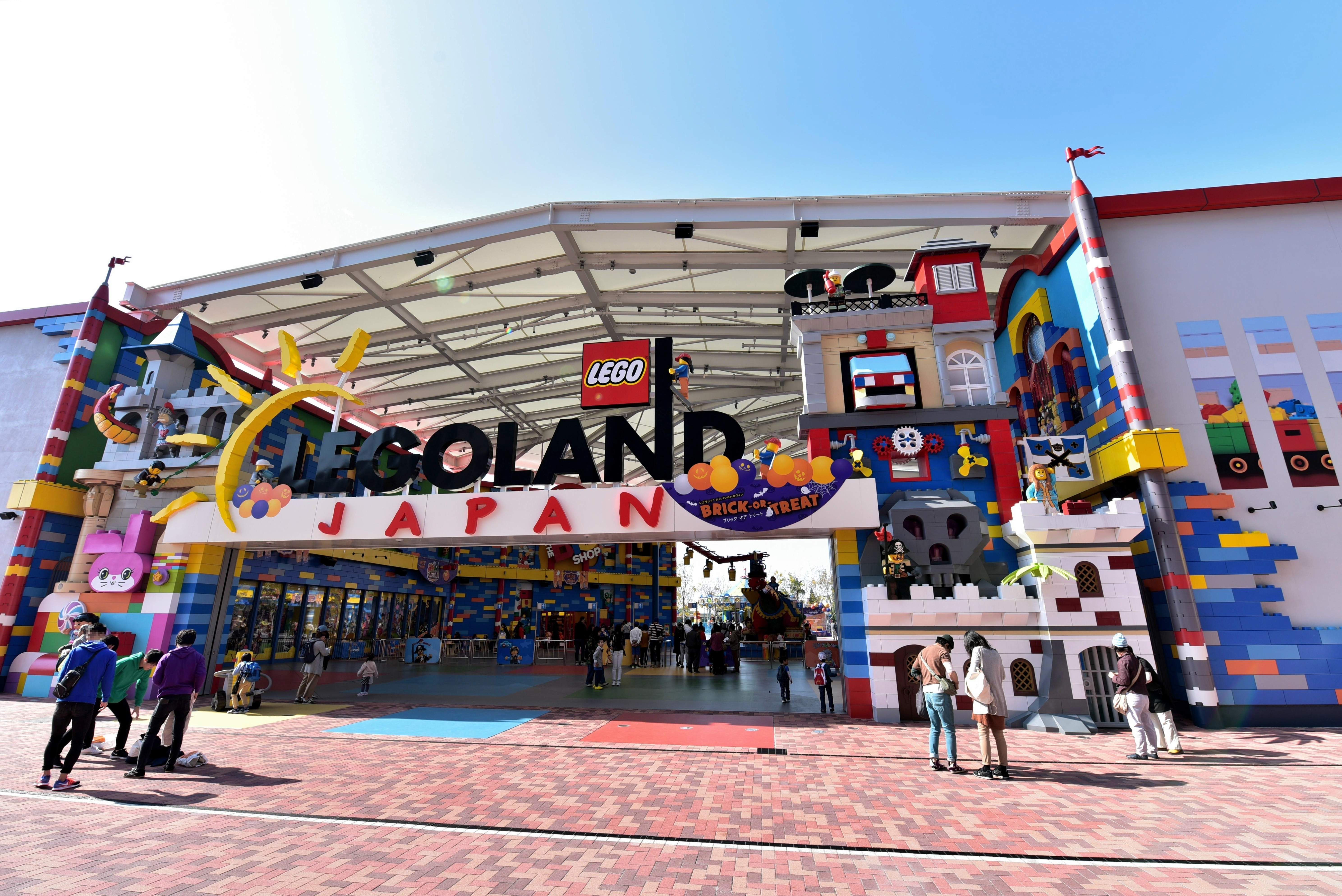
Legoland Japan
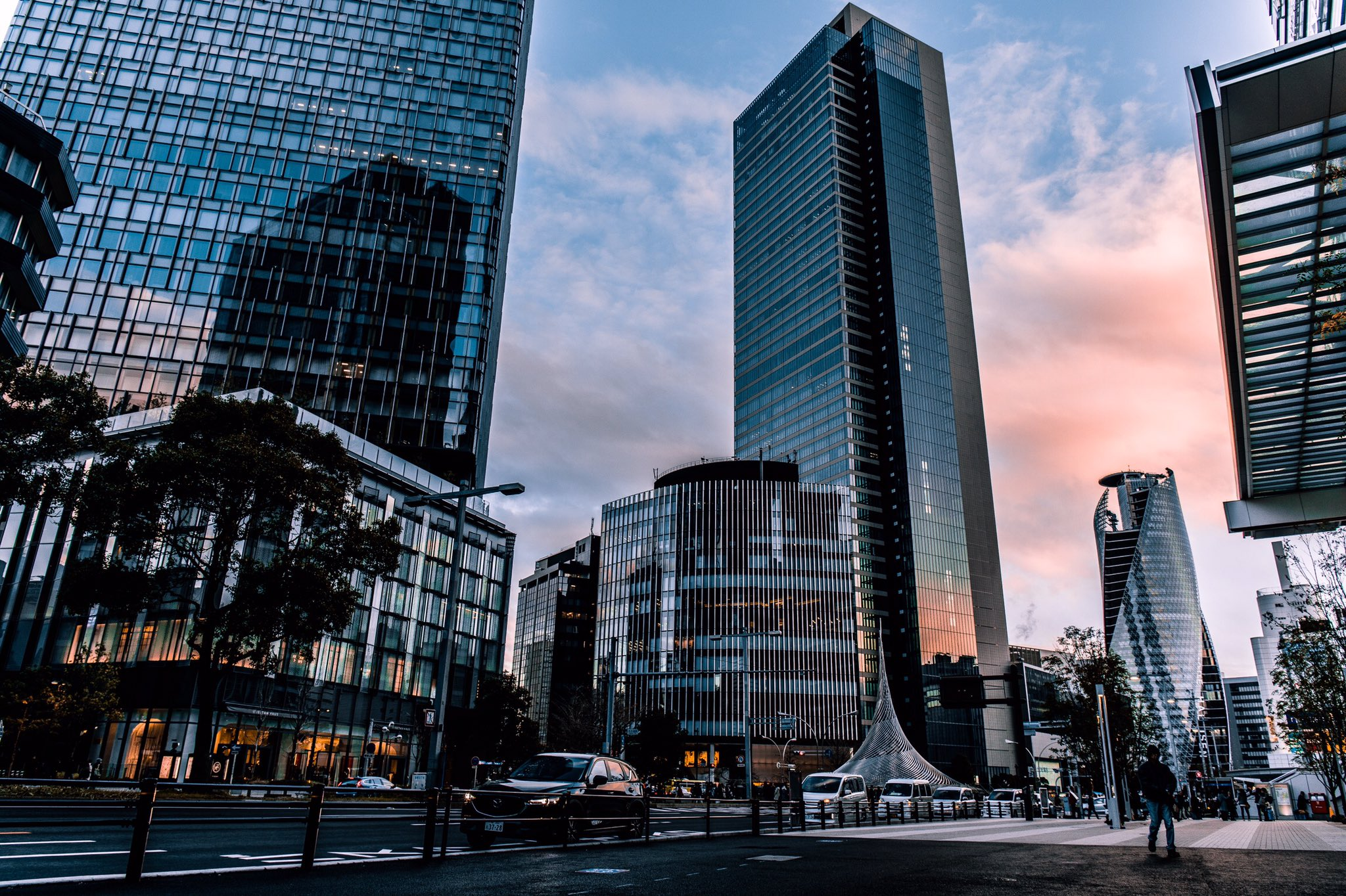
Midland Square
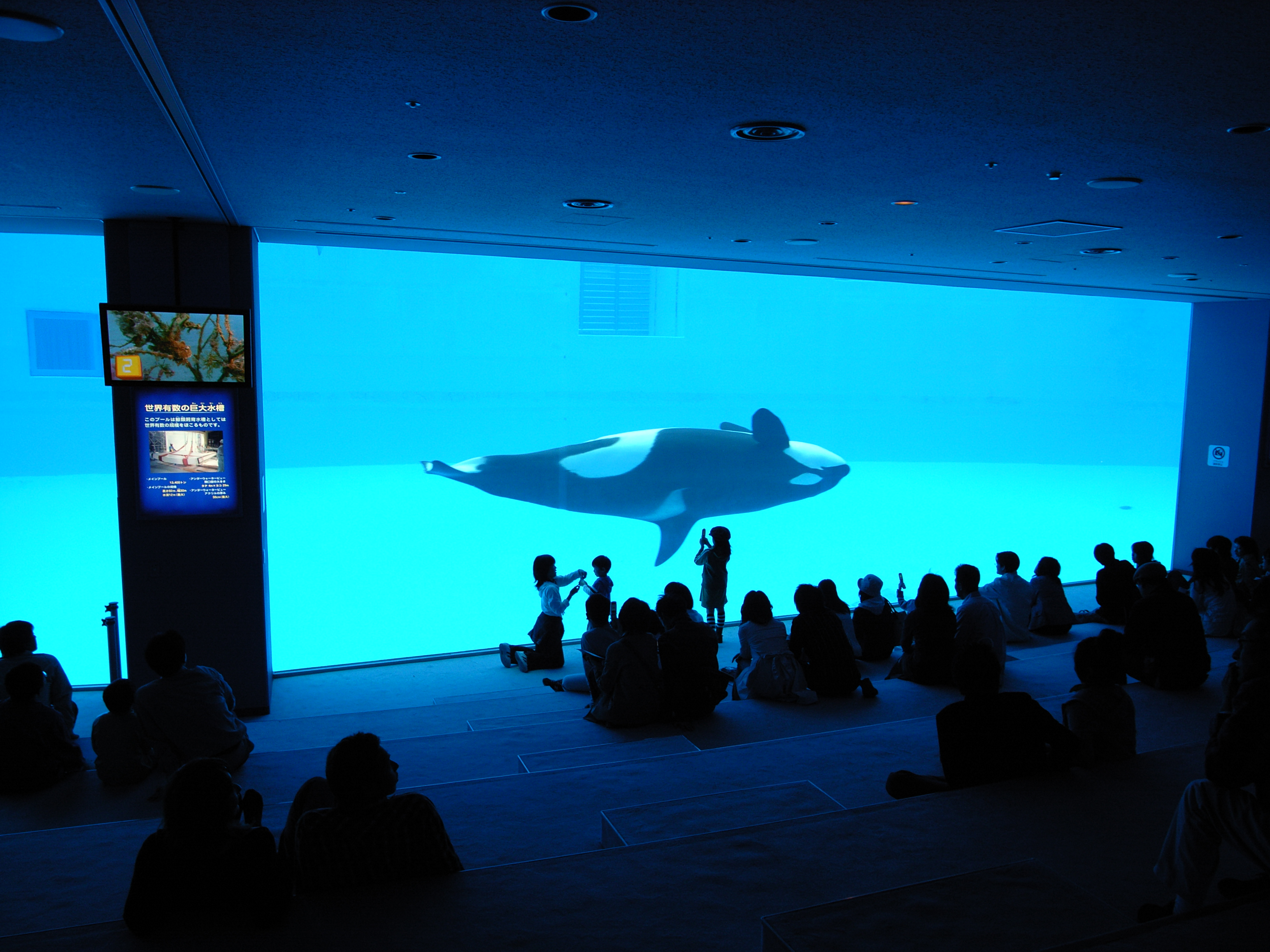
Aquarium du port de Nagoya
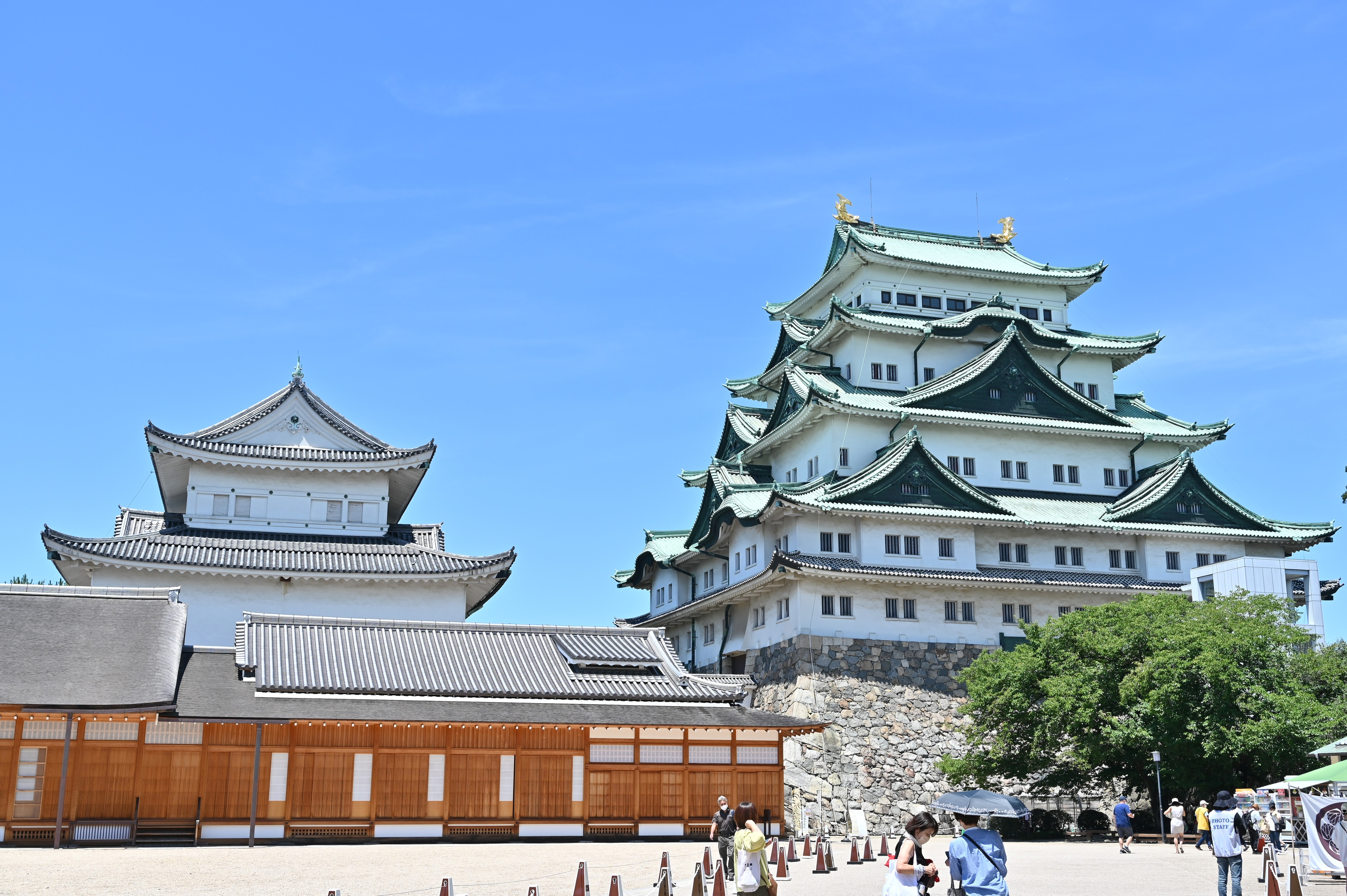
Château de Nagoya
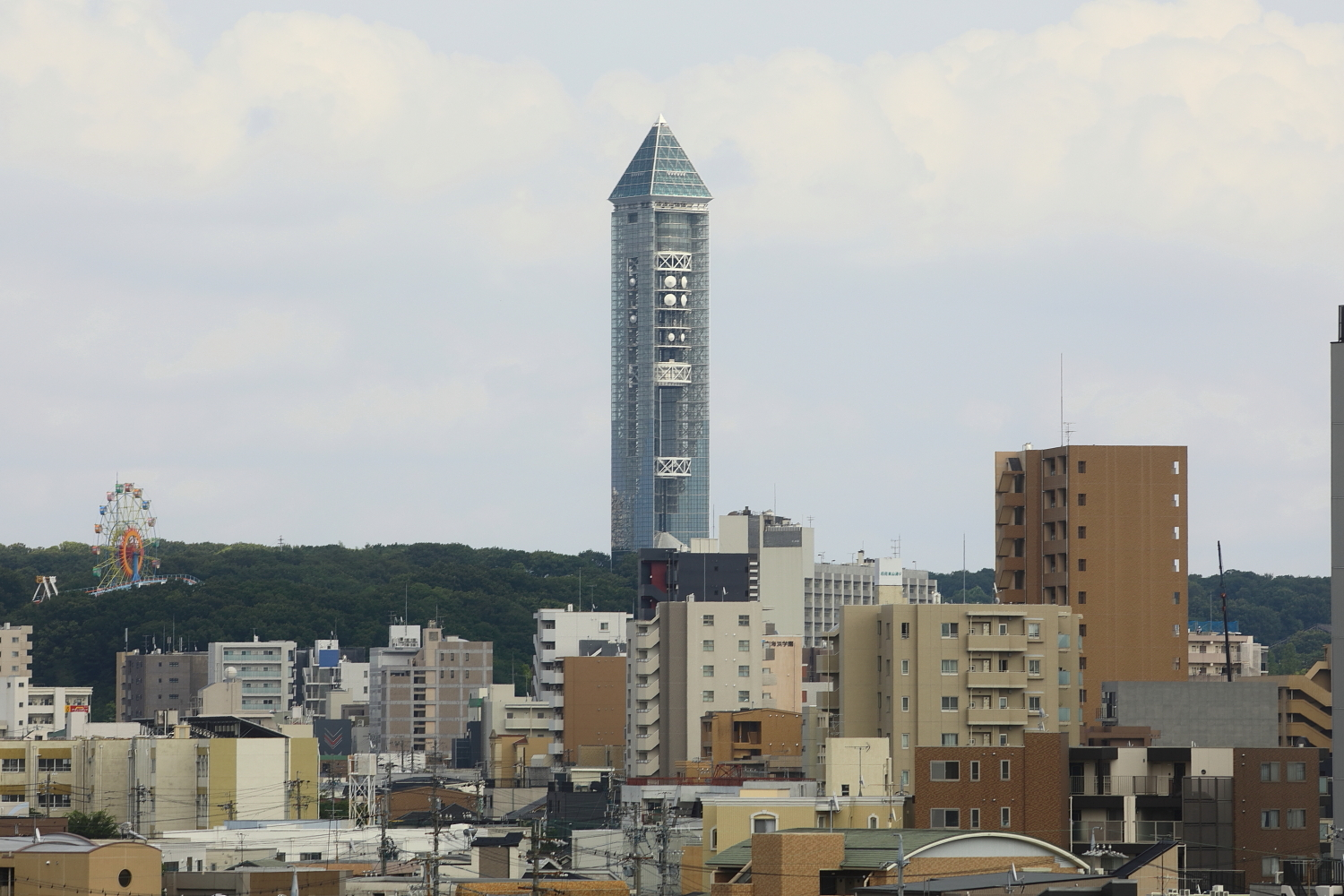
Higashiyama Sky Tower
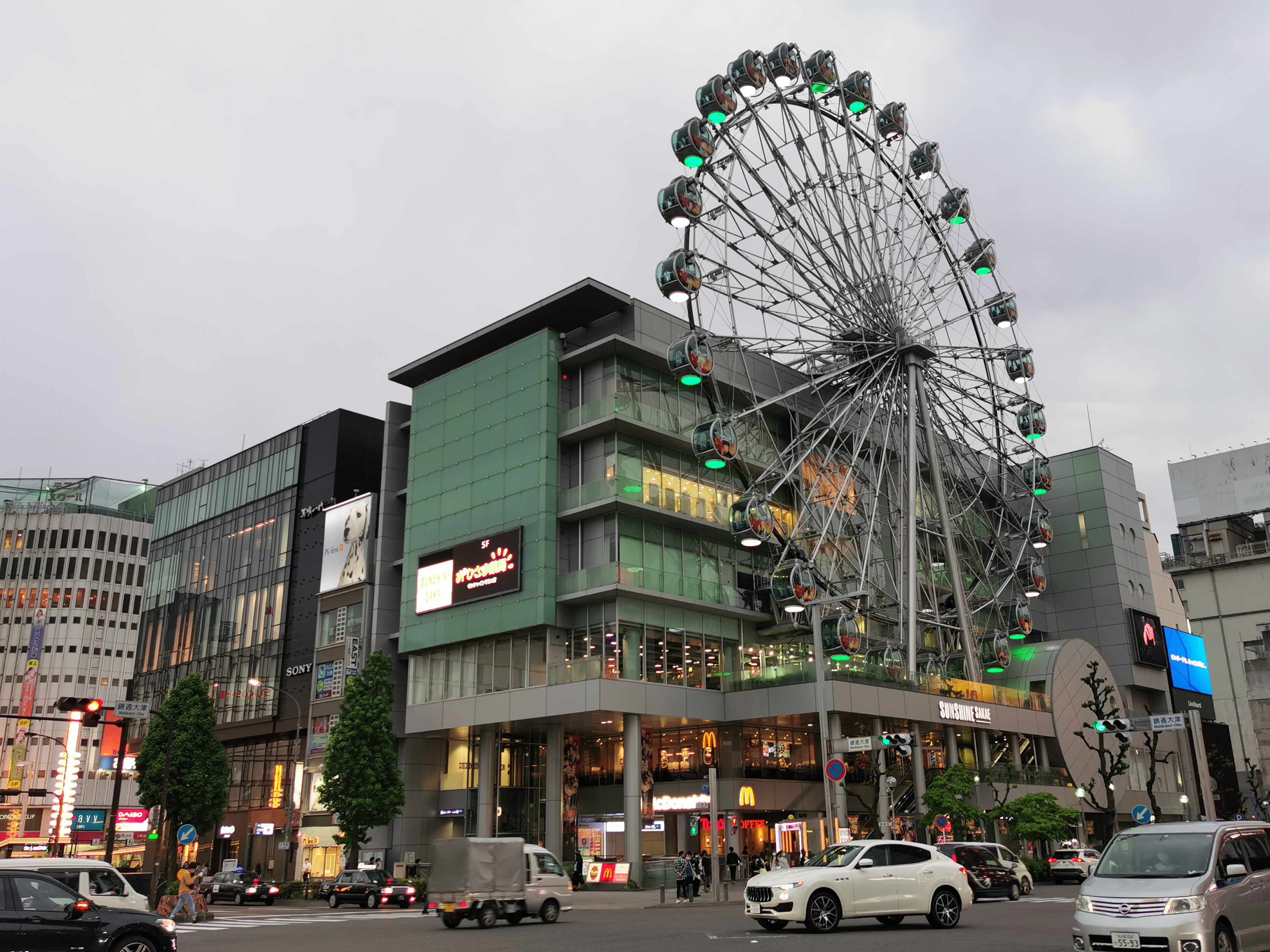
Sunshine Sakae Roue
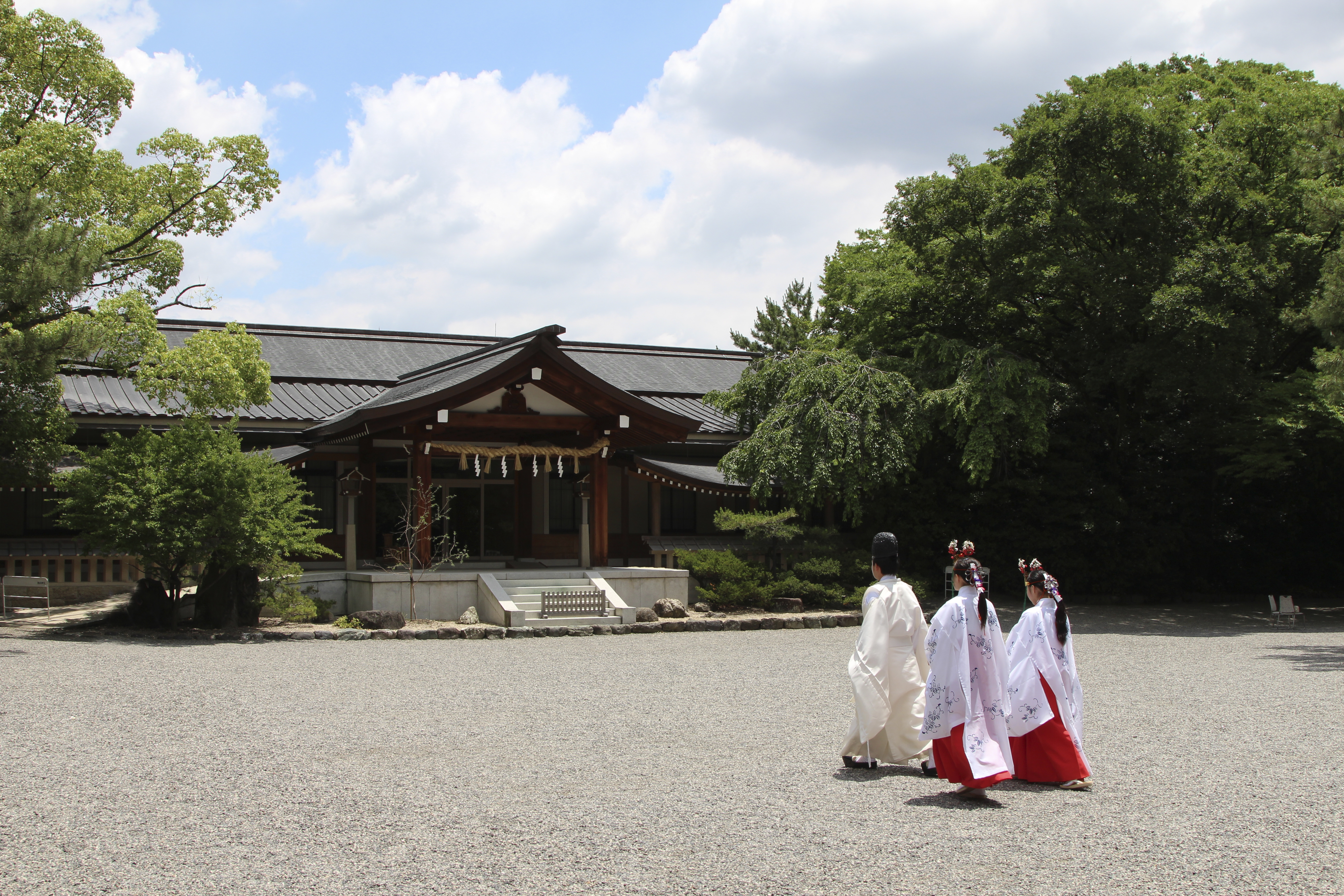
Atsuta-jingū
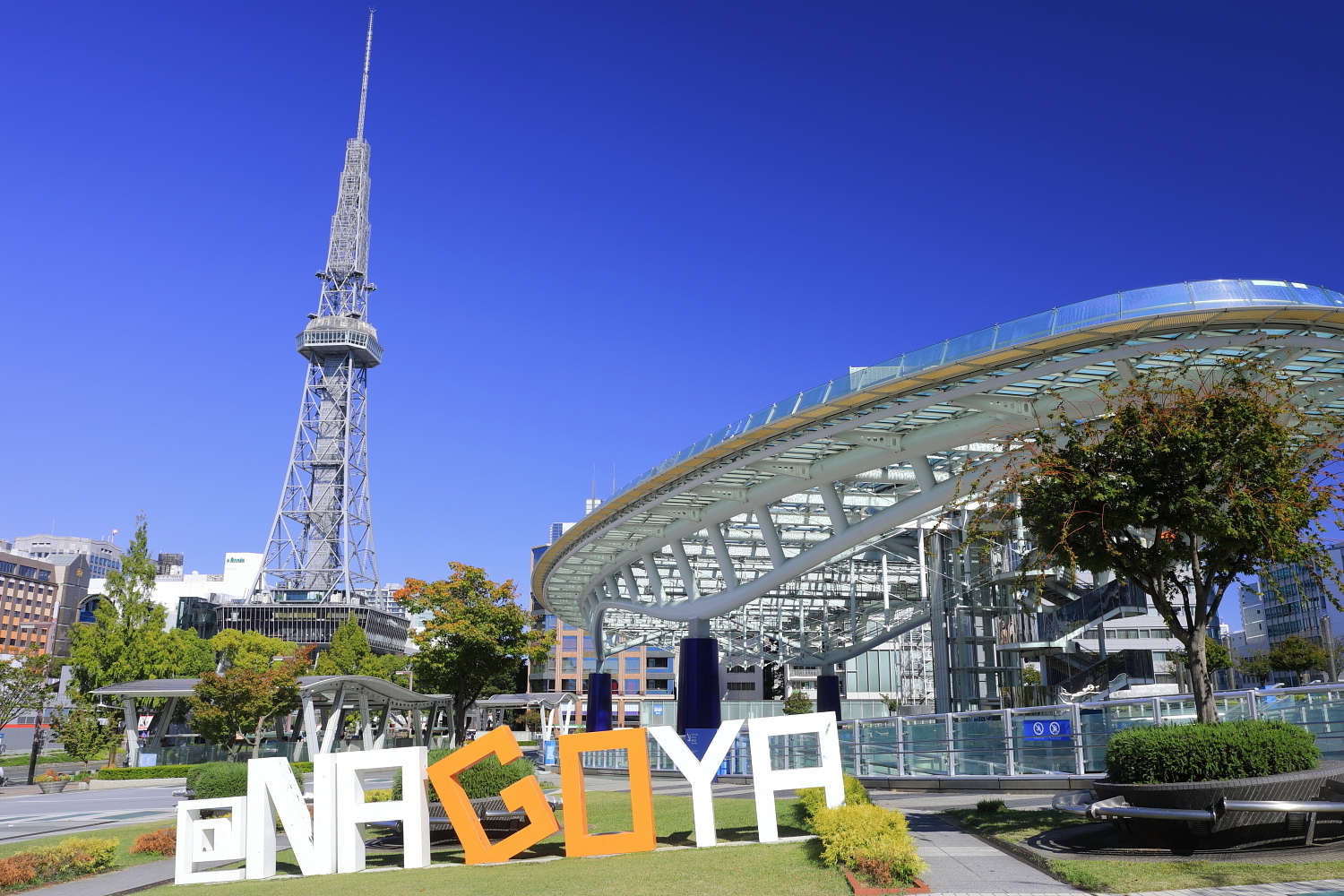
Tour de télévision de Nagoya & Oasis21
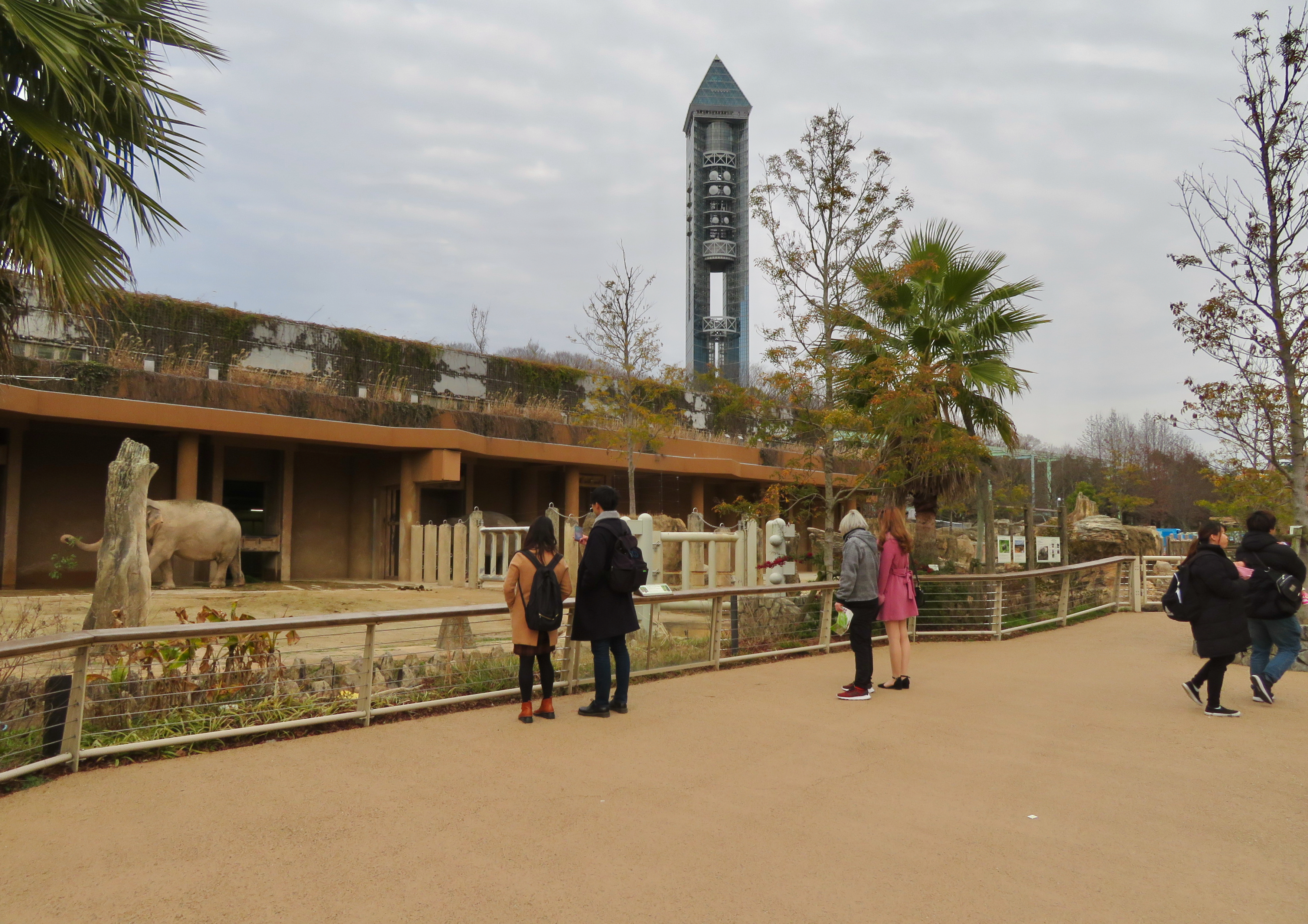
Higashiyama Parc zoologique & Jardin botanique

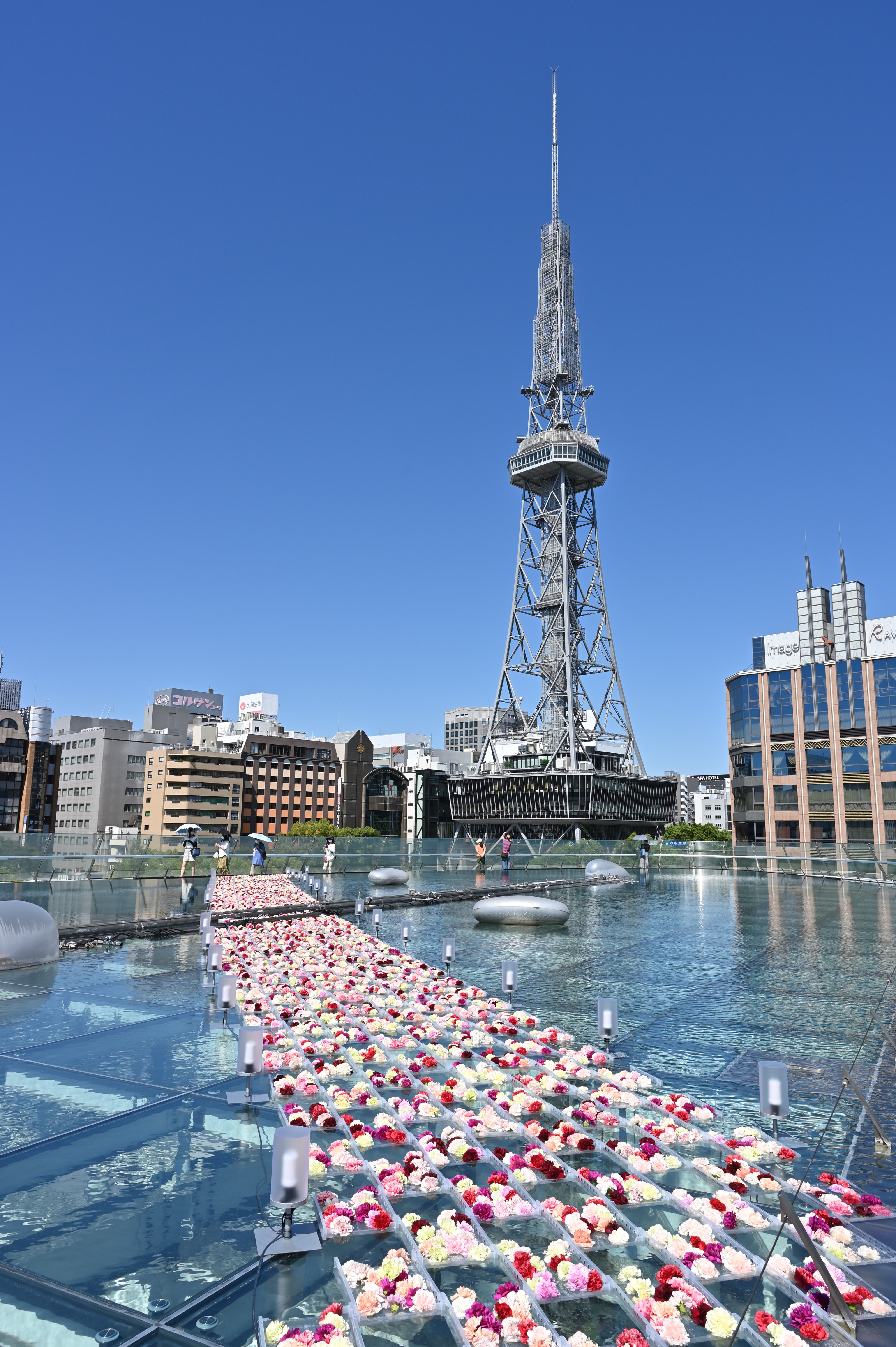
Tour de télévision de Nagoya.
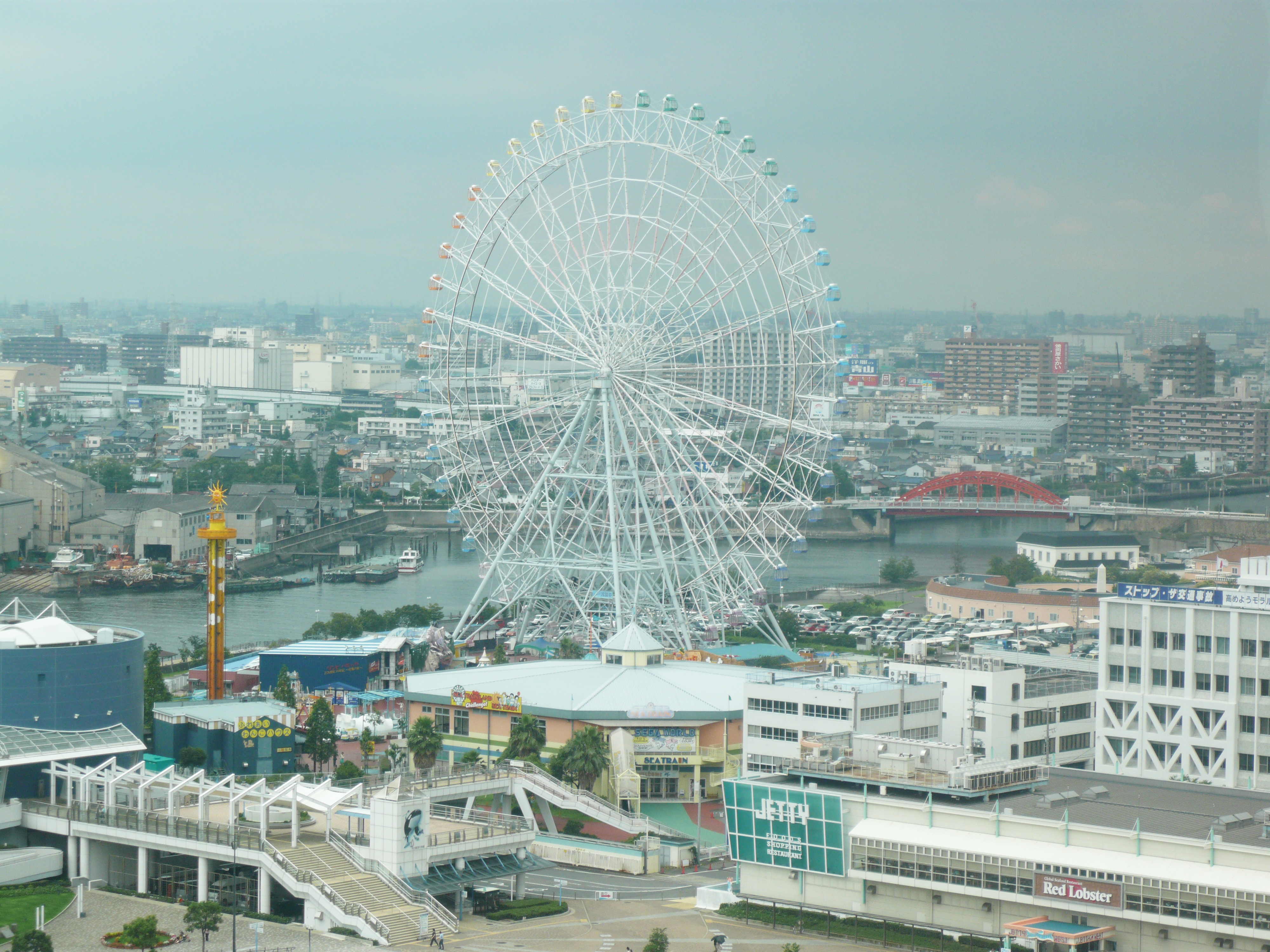
Grande roue du port de Nagoya.
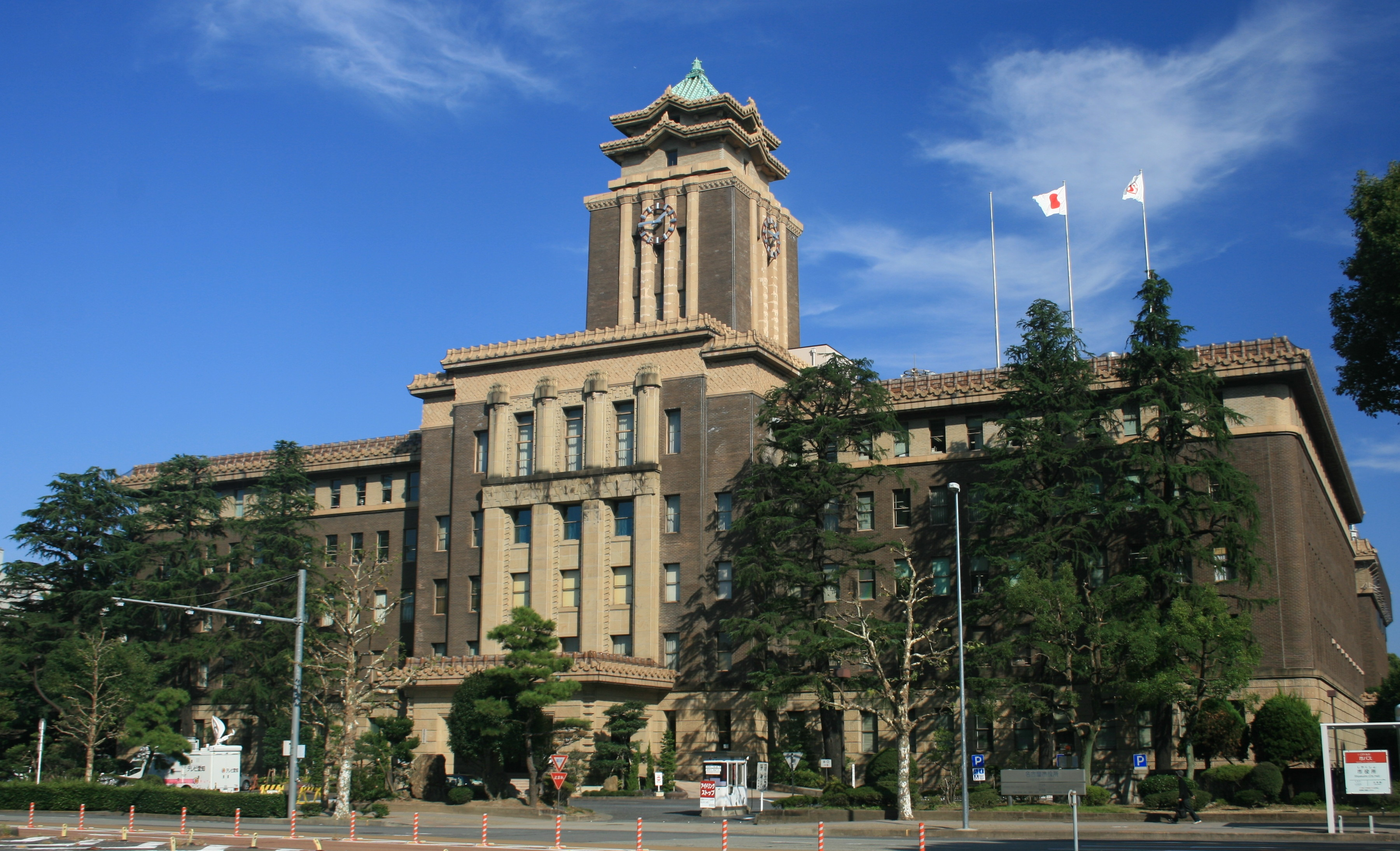
Hôtel de ville.
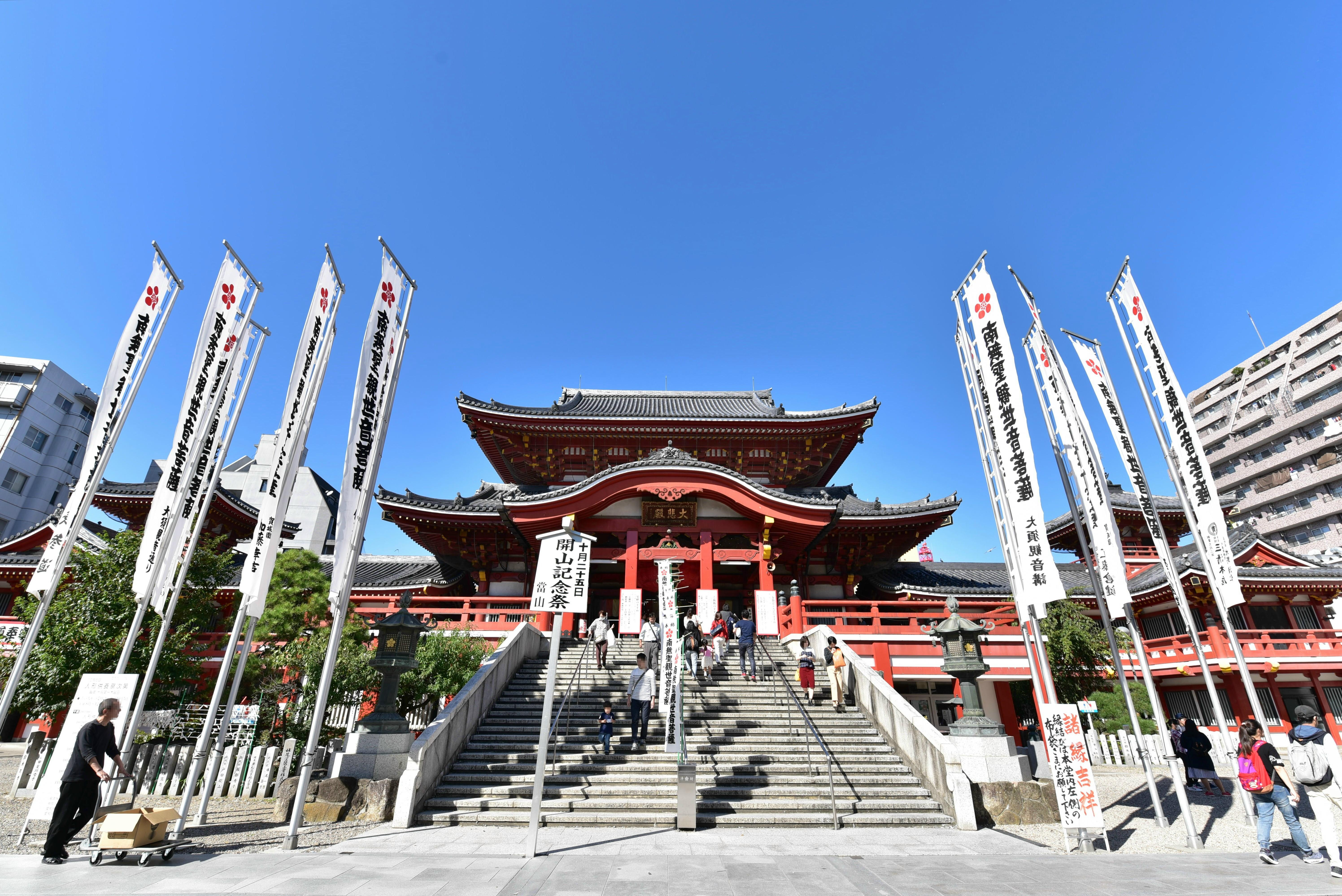
L'Ōsu Kannon.